# Список персонажей серии фильмов «Пила»
Ниже представлен список персонажей серии фильмов «Пила».

## Пила (короткометражный фильм) (2003)

### Билли
- Озвучен: Тобин Белл, Костас Мэндилор
- Появления: Пила (короткометражный фильм), Пила, Пила II, Пила III, Пила IV, Пила V, Пила VI, Пила 3D, Saw: The Video Game, Saw II: Flesh & Blood, Пила VIII, Пила X

Билли — кукла, используемая Джоном Крамером для обращения к своим жертвам посредством видео и аудиозаписей.
Обычно Билли появляется на экране телевизора, но иногда появляется «лично». Билли объясняет жертвам правила «игры», чтобы выбраться из ловушек, прежде, чем истечёт данное жертвам время. Кукла появляется в первых восьми фильмах франшизы «Пила». Ранняя «версия» куклы предназначалась для нерождённого сына Джона Крамера и Джилл Так — Гидеона. Кукла Билли со всем логовом была взорвана Марком Хоффманом.

### Дэвид
- Актёр: Ли Уоннелл
- Появление: Пила (короткометражный фильм)
- Статус: Жив

Дэвид стал жертвой Конструктора в короткометражном фильме «Пила». Этот персонаж попал в раннюю версию ловушки «Reverse Bear Trap». Его сыграл Ли Уоннелл, исполнивший роль Адама в первом официальном фильме серии.

### Полицейский
- Актёр: Пол Модер
- Появление: Пила (короткометражный фильм)
- Статус: Жив

Полицейский, допрашивающий Дэвида. Его имя в фильме не упоминается. Является аналогом Тэппа.

## Пила: Игра на выживание

### Адам Стэнхейт
- Актёр: Ли Уоннелл (дублирует Андрей Бархударов)
- Появление: Пила, Пила II (голос/труп), Пила III, Пила V (упоминание), Пила 3D (хроника/труп), Пила X (труп)
- Статус: Мёртв

Адам — фотограф-любитель, живущий в ветхой квартире и зарабатывающий на жизнь съёмкой компрометирующих фотографий. Был нанят детективом Тэппом для того, чтобы он следил за Лоуренсом Гордоном — человеком, которого Тэпп подозревал в том, что он Пила. Адам был похищен Амандой и помещён в ловушку «ванная комната». Кроме него, в ней находился доктор Лоуренс Гордон, за которым Адам наблюдал последние несколько дней. Чтобы освободиться, Адам должен был воспользоваться ключом, но ключ по неосторожности самого Адама был спущен в канализацию. Целью же Гордона было убийство Адама. При первой же возможности Лоуренс выстрелил в Адама и умышленно ранил его. Когда вошёл Зеп, раненый Адам забил его до смерти крышкой от туалетного бачка. Гордон, отпилив ногу, уползает якобы за помощью, а Адам начинает судорожно рыться в одежде Зепа в поисках ключа, но находит там лишь плеер с кассетой. Поняв, что Зеп также является участником игры, Адам испытывает шок. Его состояние усугубляет «оживший» труп в центре комнаты. Сказав Адаму, что ключ для него потерян навсегда, человек удаляется, сказав фирменную фразу «Игра окончена!» В следующих фильмах выясняется, что Аманда Янг задушила полиэтиленовым пакетом мучившегося Адама из сострадания.
Фамилия персонажа вызывает много вопросов: продюсеры на сайте франшизы указывали его как Адам Фолкнер, а в документах ФБР в «Пила 5» в списке жертв Пилы он значится как Адам Стэнхейт. Ли Уоннелл говорил, что в оригинальном сценарии он дал ему фамилию Рэдфорд, но она не произносилась вслух, а о происхождении фамилий Фолкнер и Стэнхейт он ничего не знает. Также из-за серии киноляпов среди фанатов ходили слухи, что Адам не был задушен и может появиться в одном из следующих фильмов франшизы, а в ванную комнату подбросили труп детектива Дэвида Тэппа.

### Аманда Янг

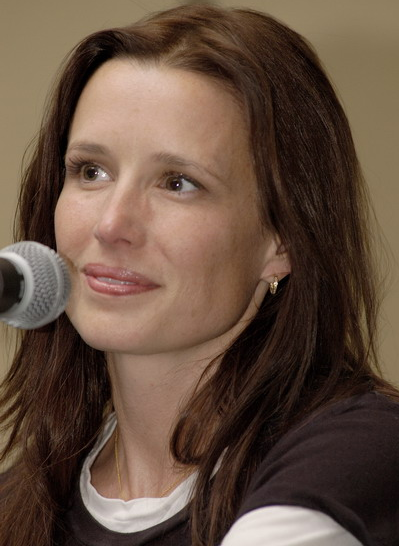
Сыгравшая Аманду Янг Шони Смит

- Актриса: Шони Смит (дублируют Лариса Некипелова («Пила: Игра на выживание»), Ольга Кузнецова («Пила 2») и Ольга Плетнёва («Пила 3»)
- Появление: Пила: Игра на выживание, Пила II, Пила III, Пила IV, Пила V (флешбэк), Пила VI, Пила 3D (флешбэк), Пила X, Saw: The Video Game
- Статус: Мертва

Бывшая наркоманка и ученица Конструктора: отчасти виновата в том, что у Джилл Так случился выкидыш. Очнулась в комнате, привязанной к стулу. Кукла Билли с экрана телевизора сообщила, что на голове Аманды закреплён механизм, который через 60 секунд разорвёт ей челюсти. Избавиться от него можно, открыв замок с помощью ключа. Ключ находился в желудке человека, лежащего в той же комнате. Ему была введена большая доза опия, поэтому он не мог пошевелиться и не чувствовал боли. Аманда вспорола ему хирургическим ножом живот и в желудке нашла ключ. Ей удалось выжить в игре Конструктора.
Как единственная выжившая в играх Конструктора, Аманда была завербована Джоном для его работы. Через несколько месяцев Джон привёл Аманду в наркологическую клинику, к своей бывшей жене Джилл, у которой Аманда проходила лечение. Джилл удивилась, не признав в Аманде бывшую безнадёжную наркоманку. Аманда участвовала в похищении людей и подготовке ловушек, однако, в отличие от Джона, не давала своим жертвам ни единого шанса выжить, так как верила в то, что они станут убеждёнными рецидивистами. Видя это, Джон подверг Аманду испытанию, в котором она должна была перебороть свой характер и отпустить Линн Денлон, но во время испытания Аманда обнаружила в ящике стола Джона письмо от детектива Марка Хоффмана следующего содержания:

Аманда, ты была с Сессилом в ту ночь, когда Джилл потеряла Гидеона. Ты убила их ребёнка. Ты это знаешь, и я тоже. Так что делай в точности, как я скажу: убей Линн Денлон или я всё расскажу Джону.

Аманда отказывалась выполнять приказ Джона и в итоге выстрелила в доктора Линн Денлон, смертельно ранив её на глазах у её мужа Джеффа. Джефф в ответ застрелил Аманду.
С 23 января 2018 Аманда Янг присутствует в качестве персонажа-Убийцы в игре Dead By Daylight.

### Джефф Райденхор
- Актёр: Нед Беллами[англ.]
- Появление: Пила: Игра на выживание, Saw: The Video Game
- Статус: Мёртв

Джефф впервые появился в первом фильме как жертва одной из экспериментальных ловушек Пилы. Джефф был привязан к стулу с двумя дрелями слева и справа от шеи. После активации ловушки свёрла начали двигаться к шее, и детектив Стивен Синг стал искать ключ, останавливающий их, на кольце с десятками ключей. Осознав, что за отведённое время он не успеет найти правильный ключ, Синг прострелил свёрла и вывел ловушку из строя.
Позднее он появляется в Saw: The Video Game, где были показаны суицидальные наклонности Джеффа. Детектив Тэпп неоднократно допрашивал его о Пиле. Позже детектив Тэпп спасает его, и он убегает. Во время событий Saw II: Flesh & Blood выясняется, что через два дня, после того как Джефф сбежал из клиники «Уайтхерст», он покончил жизнь самоубийством.
В черновике Пилы IV Джефф Райденхор был человеком, похищавшим людей.

### Джон Крамер (Пила)
- Актёр: Тобин Белл (дублируют Виктор Бохон («Пила: Игра на выживание»), Никита Прозоровский («Пила 2» и «Пила 3»), Дальвин Щербаков («Пила 4») и Александр Новиков («Пила 4»-«8»)
- Появление: Пила: Игра на выживание, Пила II, Пила III, Пила IV, Пила V, Пила VI, Пила 3D, Пила 8, Saw: The Video Game, Saw II: Flesh & Blood, Пила: Спираль (фотография), Пила X
- Статус: Мёртв

Главный герой (по совместительству антагонист) всей франшизы. Джон Крамер имел солидную работу и уважение в обществе. Однако в одну злополучную ночь произошла трагедия, которая полностью разрушила его жизнь: у его жены Джилл Так случился выкидыш, после чего он узнаёт об опухоли мозга и приближающейся смерти. Он решает покончить с собой, но безуспешно. Далее он посвящает остаток своей жизни испытанию человеческой воли — воли к жизни, управляя куклой на трёхколёсном велосипеде, чтобы сбежавшие не могли рассказать о его внешности полиции. Был убит Джеффом Денлоном, когда подвергал его жену Линн испытаниям. Преступные дела с подражанием Крамеру продолжил детектив Марк Хоффманн, об опасных склонностях которого Джон хорошо знал.

### Донни Греко
- Актёр: Оурен Кулз
- Появление: Пила: Игра на выживание, Пила III
- Статус: Мёртв

Донни был пациентом наркологической клиники у врача Джилл. Был знаком с Амандой, был наркоманом или алкоголиком. Впоследствии стал хранителем ключа от капкана Аманды. Аманде пришлось вспороть живот живому Донни, чтобы вытащить ключ. Роль Донни сыграл сам продюсер Оурен Кулз.

### Дэвид Тэпп

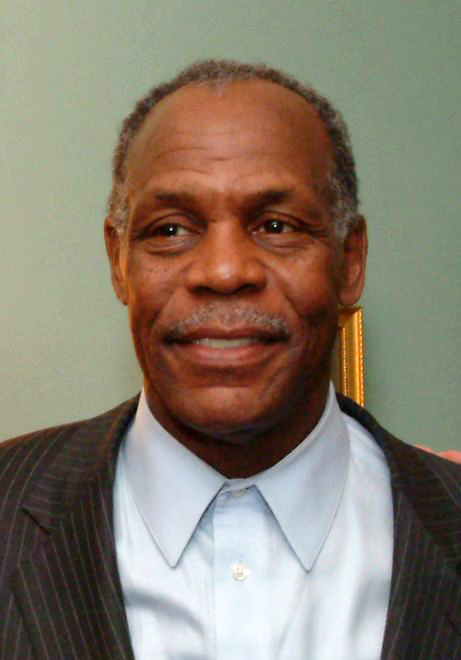
Дэнни Гловер

- Актёр: Дэнни Гловер (дублирует Олег Куценко)
- Появление: Пила: Игра на выживание, Пила V, Saw: The Video Game, Dead by Daylight
- Статус: Мёртв/Потерял рассудок и находится в психиатрической больнице.

Дэвид Тэпп — детектив, который подозревал доктора Гордона в причастности к убийствам Конструктора после того, как на месте преступления был найден фонарик. Несмотря на алиби Гордона и отсутствие каких-либо доказательств, Тэпп был так или иначе убеждён, что Гордон является «Конструктором смерти», и был настроен доказать его вину после того, как его напарник Синг погиб при задержании Конструктора в его логове. Сам Тепп был тяжело ранен, поскольку Конструктор полоснул его по горлу ножом.
После увольнения из полиции Тепп начал самостоятельное расследование. Он следил за Гордоном и даже нанял Адама, чтобы тот его фотографировал. Позже Тепп прибыл в дом Гордона, где Зеп держал в заложниках жену и дочь Гордона, которых Зеп намеревался убить. Между Теппом и Зепом завязалась перестрелка, но Зепу удалось бежать. Тепп настиг его в подземном коллекторе. В процессе отчаянной борьбы Зеп стреляет Теппу в грудь и тот умирает на месте.
По версии видеоигры «Saw: The Video Game», сюжет которой не связан с сюжетом фильма, Джон проводит операцию на груди Тэппа, заменяя пулю на ключ, который нужен другим участникам «игры». В игре есть две разные концовки, которые рассказывают о судьбе Тэппа. В одной из них, выбравшись из клиники, Тэпп не может смириться с тем, что он не смог спасти всех людей в больнице, и кончает жизнь самоубийством (каноничная концовка). По другой концовке Тэпп, вновь обманутый «Пилой», сходит с ума, и находясь уже в настоящей больнице, под наблюдением врачей, он по-прежнему думает, что это ещё одна игра пилы. 23 января 2018 вышло дополнение к игре Dead By Daylight, в котором он был добавлен в качестве выжившего. По сюжету Dead by Daylight, после выстрела Зепа Тепп попадает в мир этой игры.

### Зеп Хиндл

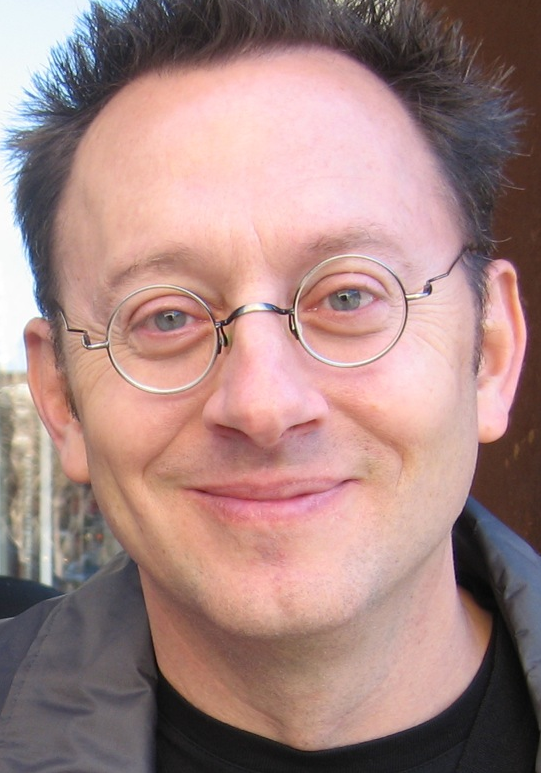
Исполнивший роль Зепа Хиндла Майкл Эмерсон

- Актёр: Майкл Эмерсон (дублирует Дмитрий Филимонов)
- Появление: Пила: Игра на выживание, Пила II (труп), Пила III (труп), Пила 3D (труп), Пила X (труп)
- Статус: Мёртв

Зеп был санитаром в центральной больнице «Ангелы Милосердия», один из помощников доктора Гордона. В отличие от своего начальника, искренне сочувствовал своим пациентам. Джон встретил его в больнице. Зеп страдал тяжёлыми эмоциальными проблемами и грёзил о великих амбициях, однако не стремился ничего реализовывать, за что и был вовлечён в испытание.
В его кровь был введён яд. Условие получения противоядия — захватить жену и дочь доктора Гордона, а потом убить их, если тот вовремя не убьёт Адама. Однако сопротивление женщины и появление детектива Тэппа не позволяет ему выполнить приказ, тогда он пытается убить самого доктора Гордона. По пути он смертельно ранит преследующего Тэппа, но сам погибает в ванной комнате от рук Адама. В честь этого персонажа названа заглавная музыкальная тема серии фильмов «Hello Zepp».
С именем персонажа возникает путаница. В названии саундтреков его имя пишется как Zepp, в то время как в сценарии фильма и в документах ФБР в «Пила V» имя обозначается как Zep. Но правильным вариантом скорее всего является второй.

### Карла Сонг
- Актриса: Александра Бок Юн Чун
- Появление: Пила: Игра на выживание, Saw II: Flesh & Blood
- Статус: Мертва

Карла была врачом из бесплатной клиники, и привлекла внимание Пилы тем, что воровала жизненно важные лекарственные средства и продавала их наркоманам на улице. Она также была ученицей доктора Лоуренса Гордона, с которой у него был роман во время событий первой части фильма.
В игре Saw II: Flesh & Blood её нашёл Майкл Тэпп: Карлу привязали руками к потолку шахты лифта и ногами, закреплёнными на крыше лифта. Перед Майклом стояла задача освободить её, так как в случае снижения лифта Карлу разорвало бы надвое. Она дала показания, что была в преступном сговоре с Генри, Джозефом и Сарой для продажи наркотиков, а также отвечала за закупку «более специфических элементов» в её клинике. Хотя она и Майкл продвигались вместе, она вскоре была изолирована с Генри Якобсом, и была порезана наискось ловушкой с ножницами.

### Лоуренс Гордон

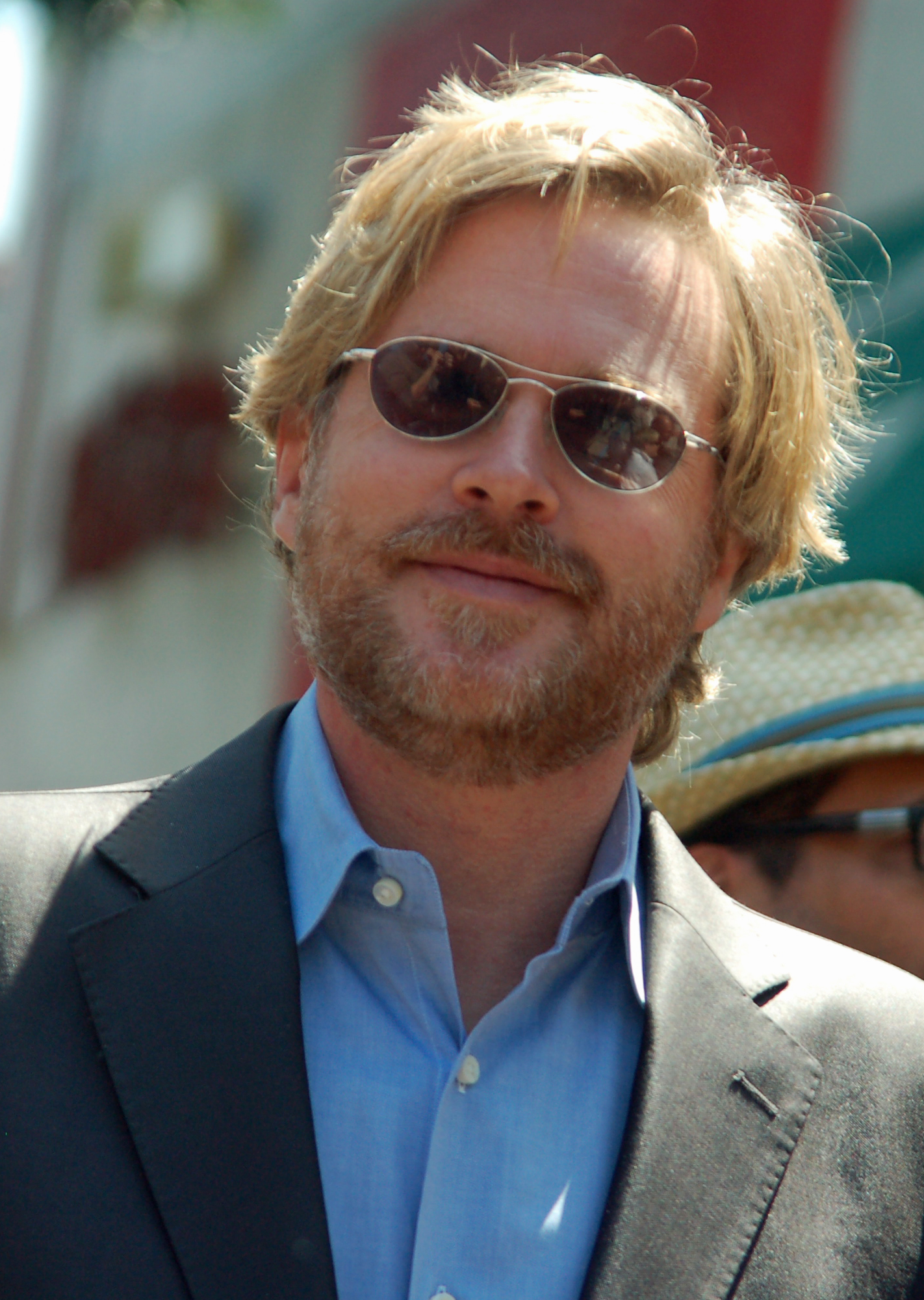
Кэри Элвес

- Актёр: Кэри Элвес (дублирует Александр Рахленко)
- Появление: Пила: Игра на выживание, Пила 2 (упоминание), Пила 3, Пила 5, Пила 6 (упоминание), Пила 3D
- Статус: Жив

Лоуренс Гордон — онколог, лечащий врач Джона Крамера. Женат, есть дочь. С женой у Лоуренса сложные отношения, так как Гордон ставит работу выше семьи; кроме того, Лоуренс изменяет жене со своей студенткой Карлой Сонг. Джон Крамер задумал испытать Гордона, когда понял, что Гордон «вынес ему смертный приговор». Более того, по событиям «Пилы 6» становится ясно, что Гордон, будучи в сговоре со страховой компанией, не рекомендовал выделять деньги на прогрессивное лечение Крамера.
Джон приказал своему помощнику Хоффману подбросить на место преступления ручку-фонарик с отпечатками пальцев Гордона, из-за чего тот попал под подозрение полиции и был вызван на допрос. В момент преступления Гордон был со своей любовницей, поэтому он был вынужден раскрыть связь с ней, чтобы обеспечить себе алиби. Но детектив Тэпп не верил Гордону и продолжал за ним негласное наблюдение. После смерти своего напарника Дэвид Тэпп стал одержим идеей, что Лоуренс и есть «Конструктор смерти», и нанимает фотографа Адама для того, чтобы тот следил за Гордоном.
Лоуренса похищают в первом фильме, и после отчаянной борьбы за выживание, он отпиливает себе ногу и уползает из ванной комнаты, оставляя Адама одного. Позже был «перевербован» Крамером: получив протез, он стал фактическим его помощником и участвовал в проведении операций, необходимых для подготовки похищенных к испытаниям. Крамер завещал ему охранять свою жену Джилл Так от всех недоброжелателей, а в случае, если с ней случится непоправимое, действовать в стиле Конструктора. Это проявляется особенно в седьмом фильме франшизы, когда Гордон ловит всё-таки Хоффманна.

### Марк Родригес Уилсон
- Актёр: Пол Гутрехт
- Появление: Пила: Игра на выживание
- Статус: Мёртв

Тридцатилетний программист, который притворялся больным человеком и упорным враньём добивался больничных листов. В кровь Марка был введён яд и надо достать из сейфа противоядие. Код от сейфа был написан на стене, а стена вся была исписана цифрами. В то же время Марк облит легковоспламеняющимся веществом и должен искать в тёмной комнате со свечой код, где на полу полно стёкол. Сгорел, случайно соприкоснувшись с огнём свечи.

### Пол Лайхи
- Актёр: Майк Баттерс
- Появление: Пила: Игра на выживание, Пила IV, Пила V
- Статус: Мёртв

46-летний бухгалтер в строительной фирме «Четыре стены — и дом готов» был замечен в клинике, где работала Джилл, предположительно имея предрасположенность к алкоголизму. Проходил краткий курс лечения в больнице «Ангелы Милосердия», когда впервые совершил попытку суицида в публичном месте. Через некоторое время в нетрезвом состоянии он сел в машину, разбил бутылку и порезал себя. Был похищен Джоном и Хоффманом, — это было первое испытание, в котором Джон использовал помощь Хоффмана в похищении жертвы. Его посадили в небольшой лабиринт из колючей ленты и он должен был пробраться к выходу за 2 часа. Погиб от порезов, несовместимых с жизнью. Джон тайно наблюдал за этим из соседней комнаты. Был найден спустя месяц после смерти.

### Стивен Синг

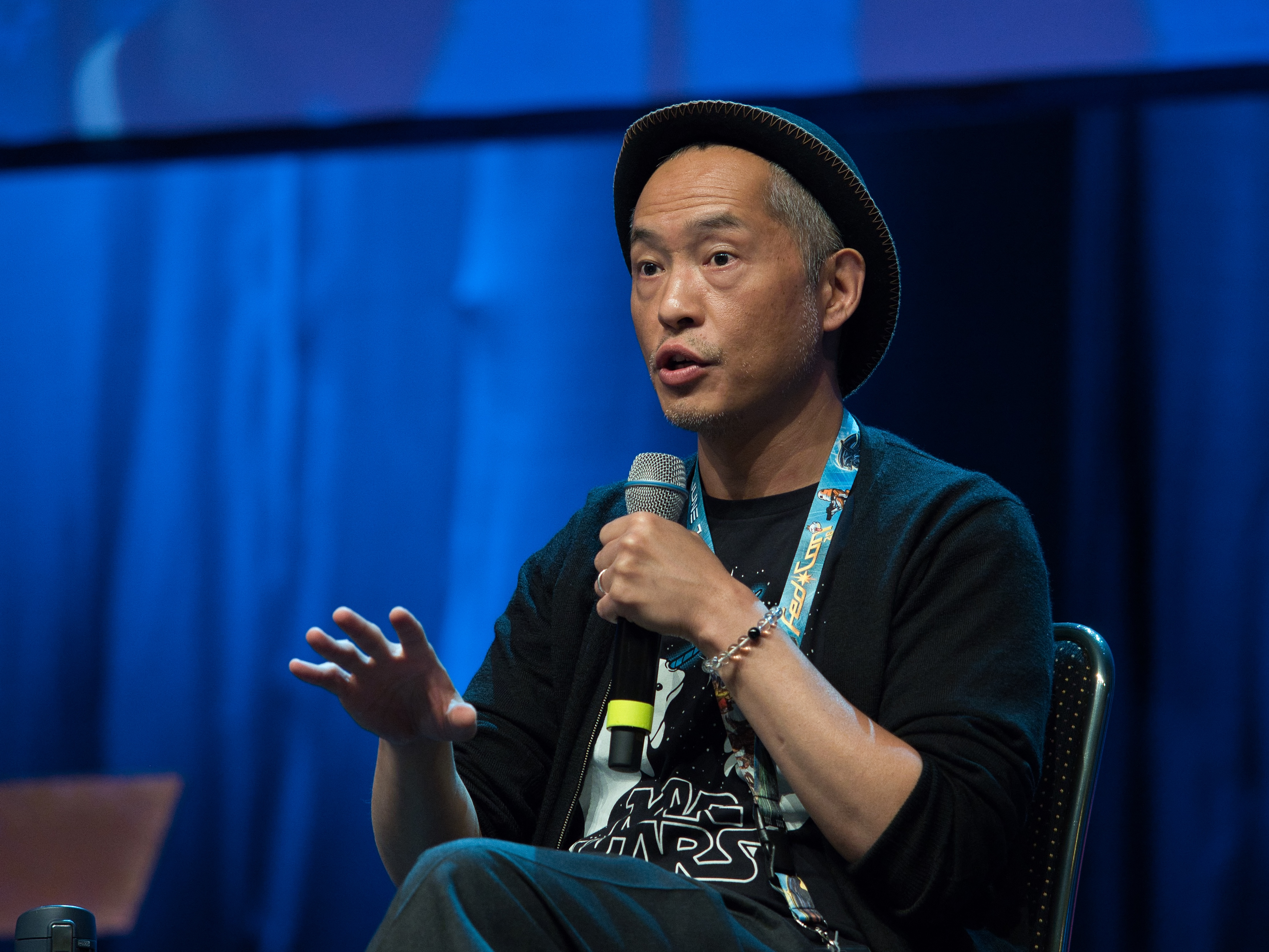
Кен Люн

- Актёр: Кен Люн (дублирует Олег Вирозуб)
- Появление: Пила: Игра на выживание, Пила V
- Статус: Мёртв

Стивен Синг — детектив, напарник Теппа в деле «Конструктора смерти». Они вдвоём при детальном рассмотрении плёнки, оставленной после игры с Амандой, определяют местонахождение логова Конструктора. Они же решают сами арестовать Конструктора и направляются в его укрытие. По ходу расследования они спасают Джеффа Райденхора из ловушки Пилы. Когда появляется Конструктор, Тепп пытается заставить его сдаться и встать на колени, но Конструктор, полоснув Теппа по горлу ножом, убегает. Синг преследует его, но, не заметив растяжки, связанной с закреплёнными под потолком вертикально вниз дробовиками, разрывает проволоку. В результате выстрелы разносят голову Сингу.

### Элисон и Дайана Гордон
- Актрисы: Моника Поттер — Элисон Гордон (дублирует Нина Тобилевич), Макензи Вега — Дайана Гордон
- Появление: Пила: Игра на выживание
- Статус: живы

Жена доктора Гордона. Начала ссориться с Гордоном, когда он поставил свою работу выше отношений с женой и дочерью Даяной. Элисон и Дайана были взяты в заложницы Зепом Хиндлом, который играл в собственную игру на выживание. Элисон в конечном счёте распуталась и начала угрожать Зепу его же пистолетом, однако Зеп ловким манёвром выхватил у неё пистолет и ситуация в корне изменилась. Только своевременное вмешательство детектива Тэппа спасло жизнь Элисон и Дайане. В удалённой сцене из «Пилы 3D» выясняется, что после событий первой части фильма отношения Элисон с Лоуренсом испортились после того, как он выжил, поэтому она развелась с ним и они с Дайаной уехали в другой штат.

### Эллисон Кэрри
- Актриса: Дина Мейер (дублируют Ольга Плетнёва («Пила: Игра на выживание» и «Пила 2») и Жанна Никонова («Пила 3»))
- Появление: Пила: Игра на выживание, Пила II, Пила III, Пила IV (флешбэк/труп), Пила V (флешбэк)
- Статус: Мертва

Кэрри была детективом, которая изначально работала с детективами Теппом и Сингом при расследовании дела «Конструктора смерти». После их гибели она продолжила работу с детективом Мэтьюзом. После подсказки, оставленной Конструктором, Мэтьюз вместе с полицейским спецназом и Кэрри прибыли на заброшенный завод, где находился Конструктор. Там они пытались распутать игру Пилы, предложенную Мэтьюзу, сын которого находился вместе с семью другими людьми в неизвестном месте. После того, как Мэтьюз и Конструктор исчезли в неизвестном направлении, Кэрри и спецназ пытались их найти, но тщетно.
По прошествии времени Кэрри расследовала гибель Троя ЛамСка, ещё одной жертвы Конструктора, и очень переживала за Мэтьюза, которого не удалось найти. Позже Кэрри была похищена Хоффманом. Очнувшись, она оказалась подвешенной на цепях, которые были соединены со стальным каркасом (так называемая ловушка «Ангел»). Стальные прутья были продеты через её грудную клетку через плоть, а перед ней висел сосуд с кислотой, на дне которого лежал ключ. В аудиопослании Пила заявил, что нужно вытащить ключ из банки с кислотой и открыть замок, пока механизм не сработал. Переборов боль и изуродовав руку, Кэрри достаёт ключ и открывает замок, однако с ужасом понимает, что замок не имеет отношения к ловушке и что она обречена на смерть. За мгновения до гибели Кэрри видит входящую Аманду Янг. Механизм устройства срабатывает и разрывает грудную клетку на две части и раскрывается в виде ангела (отсюда название ловушки). Позже был найден труп погибшей Кэрри.

## Пила II

### Гас Колайерд
- Актёр: Тони Нэппо (дублирует Борис Токарев)
- Появление: Пила II, Пила IV
- Статус: Мёртв

Гас был одной из восьми жертв Пилы, находившихся в доме, из вентиляционных отверстий которого выделялся ядовитый газ, способный убить всех за 2 часа. В последующих фильмах было установлено, что Гас был пациентом клиники, где работала Джилл Так. После начала испытаний Аманда Янг нашла ключ от первой двери, к которому была приложена записка: «Не пытайтесь открыть дверь этим ключом». Несмотря на просьбы Аманды прислушаться к посланию, Гас решил уставиться в глазок двери, пока её открывал Ксавьер. На другой стороне двери был установлен револьвер, который должен был выстрелить, если бы дверь попытались открыть ключом, но через несколько минут дверь могла бы сама автоматически открыться без выстрела. В итоге, когда Ксавьер повернул ключ, Гасу разнесло голову выстрелом.
Согласно DVD-комментариям, Гас должен был погибнуть в ловушке, в которой погибла Эдиссон Кордей.

### Джонас Сингер
- Актёр: Гленн Пламмер (дублирует Вячеслав Баранов)
- Появление: Пила II
- Статус: Мёртв

Джонас попал в тюрьму по вине Эрика Мэтьюза и стал одним из восьми участников игры во второй части. Он был единственным заключённым в доме с газом, который помогал другим людям. Когда Ксавьер нашёл цифру на затылке убитого Гаса, то попросил Джонаса повернуться, чтобы узнать его цифру на затылке. Тот набрасывается на Ксавьера, держащего нож, но в результате драки гибнет: Ксавьер забивает его до смерти битой с гвоздями.

### Дэниэл Мэтьюз
- Актёр: Эрик Кнудсен (дублирует Михаил Тихонов)
- Появление: Пила II, Пила V
- Статус: Жив

Сын Эрика Мэтьюза, с которым был в постоянных ссорах — Дэниэл занимался преступлениями, и его постоянно «отмазывал» отец. Был вовлечён в игру Пилы наряду с более опасными преступниками, которых отправил за решётку Эрик Мэтьюз. При этом Пила приказал Аманде Янг сделать всё, чтобы Дэниэл остался в живых, иначе бы репутация Джона была бы безвозвратно испорчена. После игры Дэниэла запихали в сейф в комнате, где Джон и Эрик разговаривали, но разговор этот шёл уже после событий в доме. Уже когда Эрик уезжает, открывается сейф, где сидит Дэниэл.
Дальнейшая судьба Дэниэла не известна. Он кратко упоминался в сценарии «Пила 4», когда Хоффман пытался уговорить Ригга взять отпуск, но тот отказывался, ссылаясь на данное обещание Дэниэлу найти отца. Дэниэл позже кратко появился в «Пила 5» в сцене, где Хоффман и Крамер готовят дом с ядовитым газом (Эрик Кнудсен не снимался в этой сцене, был задействован дублёр). По сценарию Дэниэлу 16 лет.

### Дэниэл Ригг
- Актёр: Лайрик Бент (дублируют Игорь Тарадайкин («Пила 2») Виктор Бохон («Пила 3») и Юрий Брежнев («Пила 4»))
- Появление: Пила II, Пила III, Пила IV, Пила V (флешбэк)
- Статус: Мёртв

Командир полицейского спецназа. После того, как Мэтьюз с Конструктором уезжают, Ригг со спецназом по обнаруженному сигналу отправляются за ними, но находят лишь видеозапись того, что происходило в доме. Через полгода безуспешных поисков Дэниэл с полицейским спецназом сталкивается с очередной жертвой — Троем, который был прикован цепями и впоследствии взорван в школьном классе — и несколько позже первым обнаруживает тело убитой Кэрри.
Далее он оказывается втянутым в новую «игру»: чтобы найти Эрика Мэтьюза, он должен за 90 минут научиться спасать жизнь так, как спасает Пила, то есть дать жертве самой спасти себя, и осознать мотивы действий Пилы. Эти жертвы должны были привести Ригга к Эрику. Однако, не дождавшись истечения 90 минут, Ригг врывается в помещение, где находятся Эрик Мэтьюз, Марк Хоффман
и Арт Бланк. Эрик стреляет в Дэниэла, чтобы его остановить, но этого оказалось недостаточно: за секунду до истечения таймера голову Эрика раздавливают ледяные глыбы. Ригг гибнет от потери крови после перестрелки с Бланком.

### Ксавьер Чавес
- Актёр: Френки Джи (дублирует Юрий Деркач)
- Появление: Пила II, Пила III (труп), Пила 3D (хроника/труп)
- Статус: Мёртв

Ксавьер — один из участников игры Пилы во втором фильме; наркодилер, клиенткой которого была Аманда Янг. Действовал по звериным инстинктам и первым он догадался, как открыть сейф с антидотом: у каждого из пленников была на шее сзади цифра, составлявшая код для сейфа. Чтобы узнать свой номер, срезал ножом кожу с затылка. Пытался заставить Аманду и Дэниэла Мэтьюза в ванной комнате (основное место действия первой «Пилы») показать свои цифры, однако Дэниэл перерезал горло Ксавьеру ножовкой, которой доктор Гордон отпилил себе ногу.
Неизвестно, какая цифра была написана у самого Ксавьера на затылке (в фильме показано лишь, как он отрезает кусок кожи со своего затылка). Среди фанатов есть предположение, что на шее Ксавьера не было цифры, так как у него была очень короткая причёска и низкий воротник, что позволило бы остальным испытуемым легко заметить цифру (согласно намёкам «Пилы», код состоял из 7 цифр, а испытуемых было 8).
Тело Ксавьера кратко показано в начале «Пила 3», когда Эрик Мэтьюз осматривает туалетную комнату. В «Пила 5» Маллик Скотт, рассказывая свою историю Брит Стеддисон, упоминал про некого дилера, который дал ему героин в обмен на обязательство поджечь заброшенное здание, но потом бесследно исчез. Существует фанатская теория, что этим дилером был Ксавьер, который пропал, потому что оказался втянут в игру.

### Лаура Хантер
- Актриса: Беверли Митчел (дублирует Лариса Некипелова)
- Появление: Пила II
- Статус: Мертва

Клептоманка, посаженная в тюрьму Эриком Мэтьюзом. Одна из восьми жертв, которая играла во второй части. Была похищена Оби, во время игры узнала его — поскольку видела его последним, прежде чем очнуться в доме. Она страдала от ядовитого газа и не перенесла его, погибнув и успев перед этим найти место с крестом в доме.

### Майкл Маркс
- Актёр: Ноам Дженкинс (дублирует Пётр Иващенко)
- Появление: Пила II, Пила IV, Пила 3D (флешбэк)
- Статус: Мёртв

Осведомитель Эрика Мэтьюза. В испытании должен был освободиться от пружинного механизма, закреплённого на его шее и напоминавшего некий аналог «железной девы». Ему была дана минута, чтобы достать ключ, который был вшит в его правый глаз. Майкл не смог перебороть себя и вырезать ключ, вследствие чего маска захлопнулась и он погиб мгновенно. Позже его труп находит полиция. Игра Майкла не имела особой важности для Конструктора и была нужна, чтобы привлечь внимание Мэтьюза.

### Оби Тейт
- Актёр: Тим Бард (дублирует Андрей Бархударов)
- Появление: Пила II, Пила III, Пила V,  Пила: Спираль(фотография), Saw: The Video Game
- Статус: Мёртв

Оби — довольно мерзкий тип, занимающийся киднеппингом и помогающий Крамеру похищать людей для участия в Игре. Впоследствии он становится одним из участников Игры и сгорает в печи при попытке достать антидот. Его также можно заметить в третьем фильме во время галлюцинации Джона.

### Эдисон Кордей
- Актриса: Эммануэль Вожье (дублирует Любовь Германова)
- Появление: Пила II, Пила IV
- Статусː Мертва

Эдиссон была одной из восьми людей во второй части, её подставил и посадил Эрик Мэтьюз за проституцию. Она играла в игру Пилы вместе с выжившими людьми до момента, пока не нашли фотографию Эрика и Дэниэла Мэтьюза. Она, увидев эту фотографию, прекращает кому-то помогать и пытается выбраться сама. Некоторое время спустя Эдиссон находит некую комнату, где висит ящик со шприцем. Она засовывает в него руки, но вытащить их не может. Вероятно, истекла кровью или умерла от ядовитого газа. Согласно DVD-комментариям, её ловушка предназначалась для Гаса Колайерда.
Задолго до этих событий упомянута в четвёртой части, когда подходила к Джону Крамеру и предлагала «развлечься».

### Эрик Мэтьюз
- Актёр: Донни Уолберг (дублируют Александр Рахленко и Александр Рыжков («Пила 4»))
- Появление: Пила II, Пила III, Пила IV, Пила V (флешбэк)
- Статус: Мёртв

Мэтьюз — типичный «продажный полицейский», который способен отправить в тюрьму или покалечить безоружного и невинного. Вынужден был постоянно спасать своего сына-воришку Дэниэла. После гибели осведомителя Майкла Эрик обнаруживает убежище Пилы, но не может того арестовать — Пила отправил в игру Дэниэла и ещё семерых человек, которые попали в тюрьму из-за «тёмных дел» Мэтьюза. На мониторах в логове Конструктора показана игра Дэниэла и других в неизвестном месте. Несмотря на попытки Джона Крамера за время показа видео переубедить Мэтьюза и отказаться от его принципов, а также заставить больше думать о сыне, тот не хочет верить ни единому слову и в итоге избивает Джона, требуя под угрозой расправы показать дом, где проходит игра. В указанном Крамере доме Эрика ловит Аманда и приковывает в той же ванной комнате наручниками, где находились Адам и доктор Гордон. Позже выясняется, что по монитору показывалась видеозапись событий.
Мэтьюзу удаётся сломать себе ногу и выползти из ванной комнаты, после чего он ввязывается в драку с Амандой, но та убегает. Раненого детектива находит Марк Хоффман, и Мэтьюза сажают в тюремную камеру, где полгода содержат в нечеловеческих условиях. В очередной игре Пилы Мэтьюза ставят на куб льда, который должен растаять через 90 минут, и приковывают цепью за шею — над головой помещают блоки льда, которые размозжат голову Эрику, если дверь откроется раньше срока. Арт Бланк снабжает его пистолетом. За секунду до остановки таймера появляется командир спецназа Ригг, в которого Мэтьюз стреляет, нанося ему смертельное ранение в живот, но тот открывает через силу дверь. Эрик гибнет в ловушке.

## Пила III

### Дэника Скотт
- Актриса: Дебра Линн МакКейб (дублирует Нина Тобилевич)
- Появление: Пила III
- Статус: Мертва

Единственная свидетельница гибели Дилана Денлона (сына Джеффа), которая могла помочь привлечь к ответственности виновного водителя, но скрылась с места преступления. Джефф нашёл её обнажённой в морозильной камере, но не успел спасти: она замёрзла насмерть.

### Джефф Денлон
- Актёр: Ангус Макфадьен (дублирует Олег Куценко)
- Появление: Пила III, Пила IV, Пила V (флешбэк), Пила VI (флешбэк), Пила 3D (упоминание)
- Статус: Мёртв

Сын Джеффа, Дилан, погиб под колёсами автомобиля, и Джефф погрузился в размышления о мести, забыв о жене и дочери. Во время последней своей «игры» Джон предоставил ему возможность посмотреть на смерть всех, кого он так ненавидел — свидетельницу защиты, судью и виновника смерти. Джефф мог насладиться их мучениями или же попытаться простить и спасти. Хотя Джеффу удалось спасти судью, тот погиб в следующем испытании.
По завершении «игры» Джефф находит пистолет: на его глазах Аманда стреляет в его жену Линн, в ответ на что Джефф убивает Аманду. Измученный болезнью Джон предлагает Джеффу отомстить за всё зло, которое он причинил ему и его жене, или простить, обещая вызвать скорую помощь для раненой Линн. Но Джефф добивает умирающего Джона и узнаёт цену жизни ради мести — его жена погибает в тот же миг. Вскоре в эту комнату входит агент Страм, разыскивающий «Пилу» и, не разобравшись в ситуации, убивает напавшего на него Джеффа, который успевает прокричать «Где моя дочь?!».
Из-за ошибочного сообщения фаната с сайта «House of Jigsaw» на сайте IMDb о полном имени «Джефф Рейнхарт» (англ. Jeff Reinhart) фанаты долгое время считали, что его так и зовут (эта информация попала в журнал «Fangoria» и даже была указана на задней стороне коробок режиссёрской версии «Пила 3»). Настоящая фамилия упоминается в сценарии «Пила 4» и в фильме «Пила 5» (в одной из газет можно увидеть статью о его дочери Корбетт Денлон).

### Джилл Так

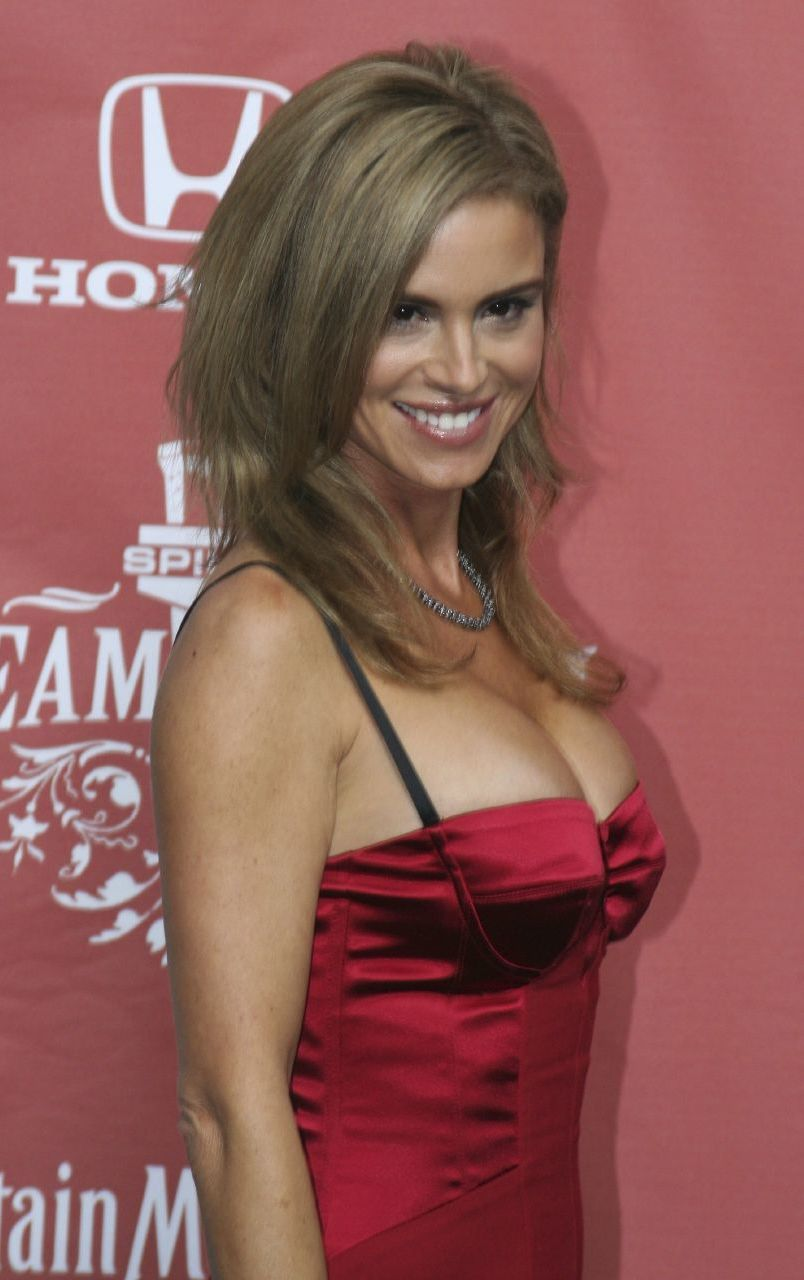
Бетси Рассел

- Актриса: Бетси Рассел (дублируют Нина Тобилевич («Пила 3»-«6») и Елена Соловьёва («Пила 3D»))
- Появление: Пила III, Пила IV, Пила V, Пила VI, Пила 3D, Пила 8 (упоминание)
- Статус: Мертва

Бывшая жена Джона Крамера, которую неоднократно допрашивали и от которой узнали почти всю информацию о Джоне, его пристрастиях и пути к маньяку. Работала в наркологической клинике, потеряла ребёнка в результате несчастного случая по вине Сесила Адамса. Пила завещал ей сундук, в котором были 6 конвертов и разрыватель челюсти, а в конвертах были планы конструктора на будущее. Джилл отдала 5 из 6 конвертов Хоффману, который завершил дело конструктора. У Джилл был ключ от этого сундука, и Джон заранее дал его ей (он висел у женщины на шее в виде кулона).
Джилл попыталась завершить дело Конструктора, выполнив план из 6-го конверта — испытать Хоффмана, но тот выжил в испытании и решил отомстить Джилл. Ей снилась смерть от рук Хоффмана, и она рассказала полицейскому Гибсону, что Хоффман — помощник Пилы. Полиция пыталась спрятать Джилл, но Хоффман выяснил её местонахождение и во время погони за Джилл перебил весь полицейский участок, а также сам расправился с ней при помощи первого разрывателя челюсти, который был на лице Дэвида. Джилл не имела шансов выбраться из ловушки. Однако именно смерть Джилл становится сигналом для доктора Гордона, который схватывает Хоффмана и закрывает навсегда в ванной комнате.
В восьмом фильме говорится, что именно её семье принадлежала ферма, на которой проходила самая первая игра.

### Джордж Халден
- Актёр: Барри Флэтмэн (дублирует Олег Форостенко)
- Появление: Пила III
- Статус: Мёртв

Судья, который дал всего полгода водителю, сбившему сына Джеффа. Чтобы освободить его, Джеффу нужно было сжечь все вещи своего покойного сына, и тогда он получил бы ключ. Джефф после долгих сомнений прощает и освобождает его, и Халден пытается убедить Джеффа прекратить мстить, утверждая, что тот сам иначе станет убийцей. Вместе они входят в другую комнату, где проходит испытания Тимоти Янг. Чтобы спасти Тимоти, Джеффу нужно было вытащить ключ из ящика, однако при этом мог выстрелить дробовик. Джефф снимает леску с ключа, однако дробовик выстреливает, и Джордж Халден погибает от выстрела.

### Дилан Денлон
- Актёр: Стефан Георгиу
- Появление: Пила III
- Статус: Мёртв

Дилан Денлон был сыном Джеффа Денлона. Он был сбит пьяным водителем по имени Тимоти Янг, однако, поскольку Тимоти не получил заслуженное наказание, Джефф в буквальном смысле сошёл с ума и из-за этого стал объектом испытаний в третьем фильме.

### Корбетт Денлон
- Актриса: Нив Уилсон
- Появление: Пила III, Пила V, Пила VI (флешбэк)
- Статус: Жива

Дочь Джеффа и Линн, которая была похищена Хоффманом и спрятана в комнату, где очень мало воздуха. В результате событий третьего и четвёртого фильмов гибнут Джон и Линн из-за действий Джеффа, затем Джефф от руки Страма. Вскоре Хоффман спасает девочку и отдаёт её в руки полиции. В режиссёрской версии Пилы VI Корбетт сыграла значительную роль в разоблачении Хоффмана, передав полиции слова Аманды (та, прочитав записку Хоффмана, решила предупредить девочку и сказала ей: «Не верь тому, кто спасёт тебя»).

### Линн Денлон
- Актриса: Бахар Сумех (дублирует Марианна Шульц)
- Появление: Пила III, Пила IV (флешбэк), Пила V (флешбэк), Пила VI (флешбэк), Пила 3D (флешбэк)
- Статус: Мертва

Доктор-онколог, коллега Лоуренса Гордона и жена Джеффа. После гибели сына и озлобления мужа перестаёт уделять должное внимание пациентам, за что была похищена Хоффманом. Аманда надевает ошейник со взрывчаткой с радиодетонатором, управляемым медицинской аппаратурой, которая поддерживает жизнь Джона. Линн должна поддерживать жизнь пациента, если не хочет погибнуть, и после этого она возвращается к своей медицинской деятельности, делая операцию Джону, которая облегчает его страдания. Джон признаёт её победу и приказывает Аманде снять ошейник, но та отказывается (как оказалось, из-за письма Хоффмана) и ранит из пистолета Линн. Появившийся Джефф убивает Аманду, однако, не зная про взрывчатку, обвиняет Джона в похищении жены и убивает его. Линн погибает вместе с Крамером.

### Марк Хоффман

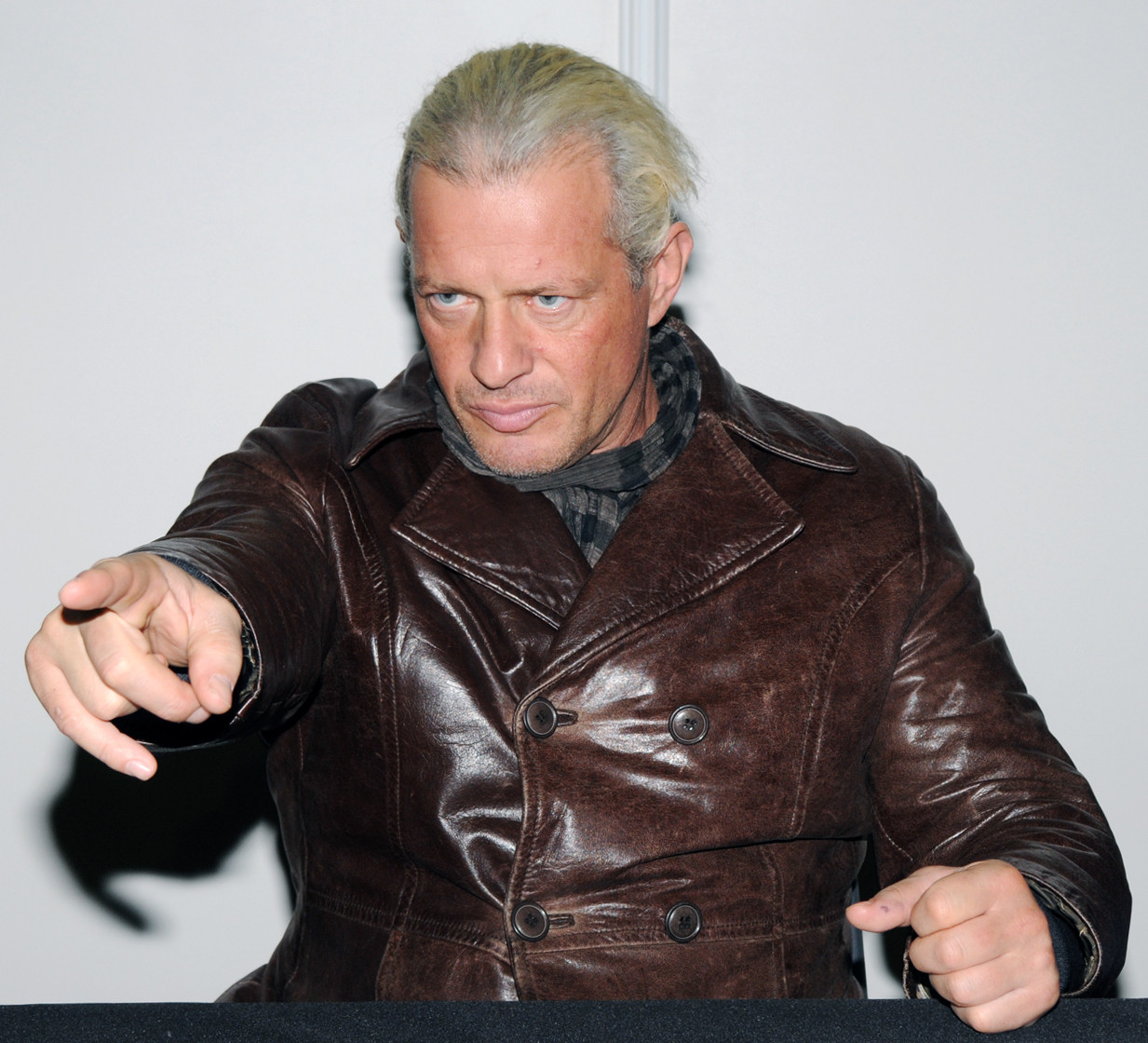
Костас Мэндилор, актёр исполнивший роль Марка Хоффмана

- Актёр: Костас Мэндилор (дублируют Борис Токарев («Пила 3»), Всеволод Кузнецов («Пила 4»-«5») и Радик Мухаметзянов («Пила 6»-«3D»))
- Появление: Пила III, Пила IV, Пила V, Пила VI, Пила 3D, Пила X, Saw: The Video Game (возможно)
- Статус: Неизвестно (предположительно мёртв)

Детектив полиции, работал в полиции 20 лет. Спился после того, как его сестру убил её бойфренд Сет Бакстер, а тот получил всего небольшой срок вместо пожизненного и вскоре вышел на свободу. В то же время полиция в первый раз столкнулась с жертвой Джона Крамера — убийцы-маньяка по прозвищу Пила. Марк решил устроить самосуд над Бакстером, имитируя почерк Конструктора, и внушил всем, что Сет — ещё одна жертва Пилы. Однако Джон разоблачил Хоффмана и дал ему шанс пересмотреть свои принципы, пытаясь убедить его в правоте своего мировоззрения. Он заставляет его стать помощником, угрожая тем, что Хоффман, выдав Пилу, сам попадёт в тюрьму.
Марк вынужден был принять предложение Конструктора и стал вести двойную жизнь — примерного детектива и помощника маньяка в одном лице. После этого Марк участвовал во всех испытаниях жертв Пилы, помогая ему во всём: он поставлял информацию о жертвах из архивов полиции и участвовал во всех последующих расследованиях данных преступлений. Джон доверял ему, говоря, что никто не узнаёт правду о Хоффмане. Уже после кончины Джона Марк выполняет его последнюю волю и устраивает последнюю игру, однако отстранённый от службы агент ФБР Питер Страм догадывается, что именно Хоффман помогал Пиле. Чтобы не потерять свою анонимность, Хоффман решается выйти на новую игру и «выкурить» всех, кто хоть на мгновение догадывается о его истинной природе.
В результате от рук Хоффмана гибнет сначала агент Питер Страм. После смерти агента Страма Марк получает известие о вскрытии тела Пилы. В желудке Джона была обнаружена кассета — послание Хоффману, в котором говорится, что работа Джона ещё не закончена, и Хоффману придётся сыграть в игру. Агент Линдси Перес узнаёт всё же, что Хоффман убил Бакстера, но тот устраивает бойню в полицейском участке и сжигает дотла его, убивая и Перес, и его сотрудников. Хоффмана отправляет на испытание Джилл Так, но тот выбирается из ловушки и решается лично расправиться с ней. В седьмом фильме Хоффман обводит вокруг пальца весь полицейский спецназ, расправляясь со всеми, кто стоит у него на пути, и убивает Джилл, не давая ей шансов выбраться, однако в конце его ловит Лоуренс Гордон и запирает навсегда в ванной комнате.
В сцене после титров фильма «Пила X», события которого происходят между первыми двумя частями, Джон Крамер и детектив Марк Хоффман наблюдают за Генри Кесслером в ловушке.
Скорее всего, именно он является таинственным похитителем в маске свиньи в Saw: The Video Game. Также в восьмом фильме его упоминает Кит Хант, когда говорит о том, что Джон Крамер не в первый раз «восстаёт из мёртвых».

### Тимоти Янг
- Актёр: Умпо Квахо (дублирует Александр Груздев)
- Появление: Пила III, Пила VI (флешбэк)
- Статус: Мёртв

Студент-медик, случайно сбивший насмерть сына Джеффа, который ехал по дороге на велосипеде. Янг получает мягкий приговор суда — всего полгода, хотя Джефф требовал как минимум 8 лет тюрьмы. Джефф долго носит в себе идею об отмщении. В конце третьего фильма Джефф не успевает его спасти и тому механизм выворачивает конечности и голову, тем самым убивая его. Ловушку, сделанную для Янга (Дыбу) Конструктор считал «предметом своей гордости».

### Трой ЛамСка
- Актёр: Джей ЛаРоуз
- Появление: Пила III, Пила IV
- Статус: Мёртв

Заключённый-рецидивист. Погиб в игре Конструктора, приведённой в исполнение Хоффманом и помощником Х (как позже выяснилось, Лоуренсом Гордоном). В комнате была заложена бомба, и Трою надо было освободиться от цепей, пока не сработал таймер. Успел вырвать все цепи из своего тела, кроме той, которая намертво крепилась к челюсти. В результате взрыва погиб мгновенно. Сразу после взрыва Хоффман заваривает дверь, дабы сымитировать почерк «помощника» и завести следствие в тупик, однако именно на этом и прокалывается, поскольку Пила всё-таки давал своим жертвам шансы выжить.

## Пила IV

### Айвен Ландснес
- Актёр: Марти Адамс
- Появление: Пила IV
- Статус: Мёртв

Трижды сидел за изнасилование (изнасиловал и убил несколько девушек). По наводке Пилы, который сказал, что испытывает отвращение к подобным лицам, детектив Ригг нашёл Айвена и заставил его под угрозой расправы пристегнуть самого себя к той кровати, на которой Айвен издевался над девушками. Айвен получил две кнопки, при нажатии которых он должен был выколоть себе глаза, чтобы освободиться. Айвен успел выколоть только один глаз, и в итоге аппарат оторвал ему руки и ноги.

### Арт Бланк
- Актёр: Джастин Луиз (дублирует Валерий Сторожик)
- Появление: Пила IV, Пила 5 (флешбэк)
- Статус: Мёртв

Адвокат и друг Джона Крамера, который вместе с ним работал в строительной компании. Был вовлечён в игру Пилы, поскольку помогал преступникам выйти на свободу. Его приковали цепью к аппарату, который наматывает цепь на катушку, а освободиться можно, сняв ключ с сокамерника. Арту, у которого был зашит рот, пришлось убить Тревора, у которого были зашиты глаза, и освободиться. В дальнейшем Арт был вовлечён в новую игру, чтобы контролировать Мэтьюза и Хоффмана. В этой игре был ранен Риггом, и в момент, когда Арт собирался отдать Риггу диктофон с посланием Крамера, умирающий Ригг, не разобравшись в ситуации, простреливает Арту голову.

### Бобби
- Появление: Пила IV, Пила V

Ранняя версия куклы Билли, созданная Крамером для своего нерождённого сына. Джон был эмоционально привязан к этой марионетке после гибели Гидеона. В играх Бобби никогда не использовался. Скорее всего, попал в отдел вещественных доказательств после смерти Джона.

### Бренда Скай
- Актриса: Сарайн Бойлен
- Появление: Пила IV
- Статус: Мертва

Бренда — сутенёрша, её испытание проходило в доме Ригга. Детектив должен был увидеть, что Бренда — преступница и её не надо спасать, однако вынужден был вытащить её из ловушки, затягивавшей её волосы и снимавшей с неё скальп. Бренда, найдя послание Пилы, решила убить Ригга, достав нож из-под телевизора, но погибла, разбив головой зеркало и истекая кровью.

### Ричард Фиск
- Актёр: Майк Рилба (дублирует Александр Комлев)
- Появление: Пила IV, Пила V
- Статус: Жив

Детектив Фиск работает в полиции вместе с Хоффманом, был знаком с погибшими от игр Пилы — детективами Эллисон Кэрри, Эриком Мэтьюзом, Тэппом и Сингом, и офицером Дениэлом Риггом. Расследовал дело о Пиле практически с самого начала, как и Хоффман, помогал ему и остальным. Фиск не появился в «Пиле 3D», так что, скорее всего, выжил.

### Адам Хеффнер
- Актёр: Джеймс Ван Паттен (дублирует Юрий Меншагин)
- Появление: Пила IV, Пила VI, Пила 3D
- Статус: Мёртв

Доктор Адам Хеффнер — опытный патологоанатом, который проводил вскрытие Джона Крамера в начале Пилы IV. Также он эпизодически появился в «Пила 6», где он рассказал агентам Перес, Эриксону и Хоффману, что он проводил вскрытия всех жертв Пилы, и доказал, что ловушку Сета Бакстера сделал не Пила (с его слов, для вырезания из плоти жертвы кусочка головоломки «Пилы» были использованы различные ножи). В «Пила 3D» был убит Хоффманом, который спрятался внутри мешка для тела в морге, чтобы проникнуть в штаб-квартиру полиции и отомстить Джилл Так.

### Линдси Перес
- Актриса: Афина Карканис (дублирует Полина Щербакова)
- Появление: Пила IV, Пила V (флешбэк), Пила VI
- Статус: Мертва

Напарница агента Страма по делу Пилы. Во время расследования была ранена шрапнелью, попав в ловушку Джона Крамера. Сразу же после этого (по неизвестным причинам) назвала имя детектива Хоффмана, что впоследствии дало выжившему в игре Пилы агенту Страму почву для расследований и слежки за Хоффманом. В шестой части выясняется, что агент Эриксон инсценировал её смерть, чтобы вывести Страма или Хоффмана на чистую воду. После смерти агента Страма она вместе с Эриксоном и работницей лаборатории обнаруживает, что Хоффман продолжает кровавое дело Пилы, однако застигнутый врасплох Хоффман убивает всех. Он ранит ножом в шею Эриксона и обливает лицо Линдси горячим кофе. Она пытается застрелить Марка, но он закрывается работницей лаборатории, после чего закалывает ножом Перес и сжигает всех троих.

### Морган и Рекс Дьюси
- Актёры: Джанет Лэнд и Рон Лиа (дублирует Александр Воеводин)
- Появление: Пила IV
- Статус: Жива (Морган); Мёртв (Рекс)

Рекс часто избивал Морган и их дочь, но в полицию она обращаться боялась и всячески покрывала Рекса. Ригг обо всём догадался и после допроса избил Рекса. В дело вмешался Хоффман, а муж вызвал адвоката Арта Бланка, которому ничего не удалось доказать, так как Хоффман всё «уладил», сказав, что уже дал письменные показания на суде против мужа Морган и свидетельствовать, что Рекс первым кинулся на Ригга, а не наоборот. Арт Бланк пообещал отомстить Хоффману и Риггу за враньё и за то, что Хоффман покрывает Ригга.
В «игре» Пила проткнул Морган и Рекса железными прутьями таким образом, что один и тот же прут проходит сквозь Морган и Рекса одновременно, не задевая важные точки и органы у Морган, но если она вытащит эти прутья, чтобы освободиться, то Рекс умрёт, так как у него они проходят сквозь важные точки. Морган отомстила Рексу за причинённые страдания и вытащила все прутья (Ригг помог вытащить последний), отчего Рекс и погибает. Когда прибыла полиция, Морган сказала, что её спас Ригг.

### Питер Страм
- Актёр: Скотт Паттерсон (дублирует Василий Дахненко)
- Появление: Пила IV, Пила V, Пила VI (флешбэк/труп)
- Статус: Мёртв

Агент Страм начал расследовать дело Пилы после того, как нашли тело детектива Керри. На месте преступления он встречается с Марком Хоффманом, а по ходу расследования он находит Джилл Так, жену Джона, которую подозревал в соучастии в преступлениях Пилы. От неё он узнаёт название дома, где происходят почти все испытания. Войдя в дом, он находит Джеффа, который прошёл испытание и искал свою дочь Корбет, однако в результате перепалки убивает его по ошибке и оказывается запертым вместе с четырьмя трупами (его запер Хоффман).
Выбравшись через потайную дверь и найдя чёрный ход, Страм попал в новую игру: он проснулся с кубом на голове, в который постепенно наливается вода. Из этой ловушки он выбирается, проткнув горло шариковой ручкой и сделав трахеотомию. Впоследствии он ищет доказательства виновности Хоффмана, даже несмотря на отстранение. Хоффман заманивает его в ещё одну ловушку Конструктора, переделанную им самим: в «игре» Питер должен лечь в ящик с разбитыми стёклами, но вместо себя Страм кладёт в ящик внезапно появившегося Хоффмана. Только дослушав запись до конца, Страм понял, что если закрыть пустой ящик, то дверь комнаты закроется, а оставшегося раздавят стены. Страм запер Хоффмана в ящике и обрёк себя на смерть. После этого Хоффман пытался свалить вину в соучастии на Страма.

### Сесил Адамс
- Актёр: Билли Отис (дублирует Александр Гаврилин)
- Появление: Пила IV, Пила VI
- Статус: Мёртв

Сесил — пациент наркологической клиники, в которой работала Джилл Так. Однажды, когда Джилл закрывала клинику, он попросил её якобы достать «забытый пиджак», хотя на самом деле искал наркотики для себя и Аманды Янг. В этот момент жена Крамера была на 7-м месяце беременности. Сесил придавил её живот дверью, и будущий ребёнок погиб. Именно после гибели неродившегося Гидеона Джон становится маньяком. Джон ловит Сесила и, обвиняя его во лжи, воровстве и наркомании, вынуждает с помощью своих устройств порезать лицо ножами, чтобы освободиться. Стул под Сесилом ломается, и он падает на пол. В истерике Сесил пытается убить Джона, но падает в колючую проволоку и запутывается в ней насмерть.

### Тревор Аштон
- Актёр: Кевин Раштон
- Появление: Пила IV, Пила 3D (флешбэк)
- Статус: Мёртв

Тревор играл в первую игру с Артом Бланком. Его приковали цепью за шею к аппарату, который постепенно наматывает её на катушку. У него во время игры были зашиты глаза, и он, чтобы выжить, пытается оказать сопротивление Арту, думая, что тот его приковал. Арт увидел ключ у него на шее и попытался достать, но Тревор начал размахивать инструментами и ранил Арта в ногу. Арт убил Тревора, несколько раз ударив молотком по голове. Доподлинно неизвестно, на каких основаниях Тревора похитили; предполагается, что он был клиентом Арта Бланка.

## Пила V

### Брит Стеддисон

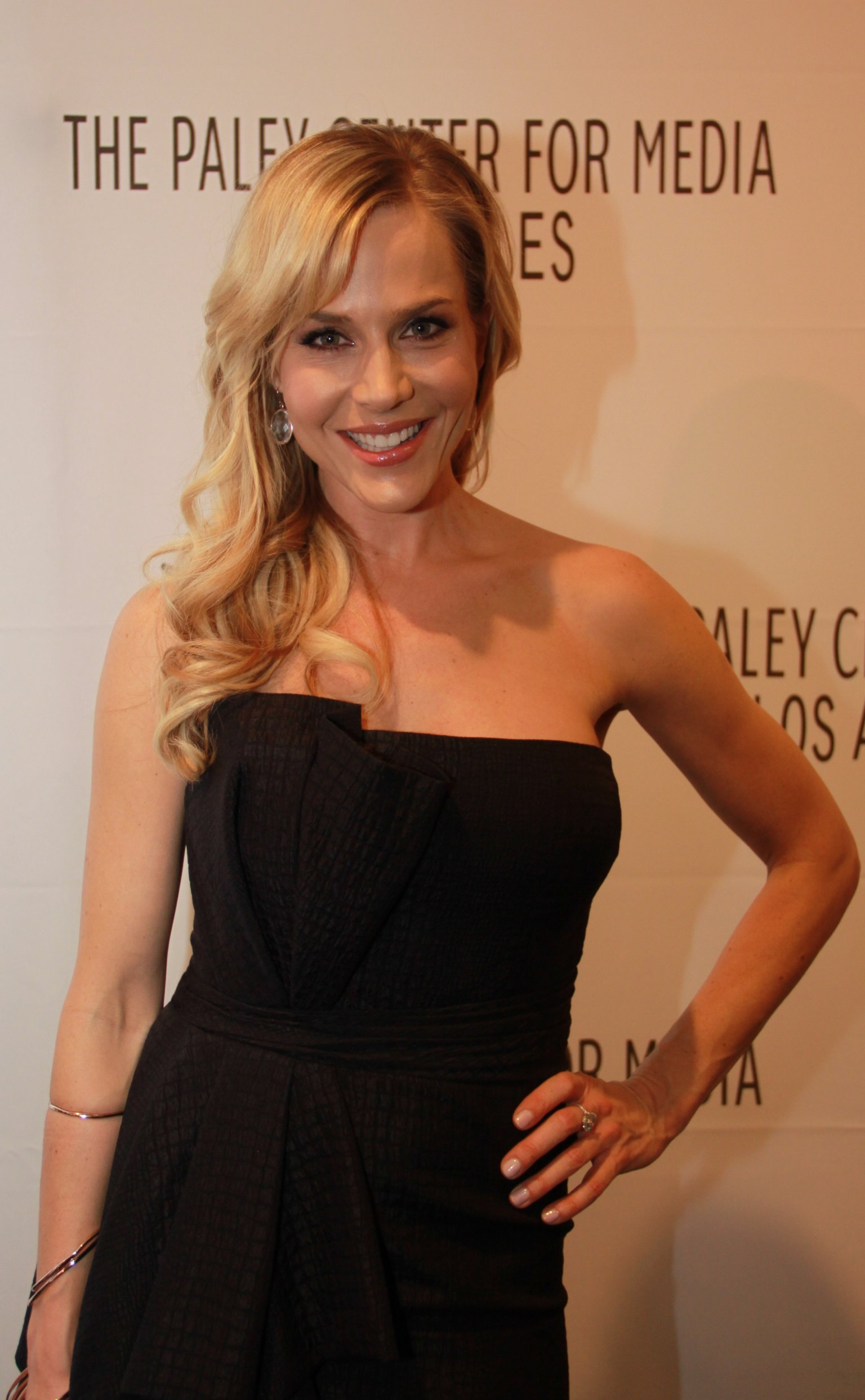
Джули Бенц

- Актриса: Джулия Бенц (дублирует Елена Соловьёва)
- Появление: Пила V
- Статус: Жива

Брит — вице-президент компании по развитию недвижимости, соучастница в деле о погибших во время пожара восьми людях. Брит в составе «пятёрки смертников» участвовала в испытаниях и дошла вместе с наркоманом Малликом (виновником пожара) до конца, победив в игре. Она выжила, но её увезли в больницу из-за сильной потери крови.

### Анджелина Экомб Хоффман
- Актриса: Сара Павер
- Появление: Пила V, Пила VI (флешбэк)
- Статус: Мертва

Любимая сестра Марка Хоффмана. Была влюблена в Сета Бакстера, который позже и убил её во время семейной ссоры.

### Дэн Эриксон
- Актёр: Марк Ролстон (дублируют Александр Воеводин и Александр Носков («Пила 6»))
- Появление: Пила V, Пила VI
- Статус: Мёртв

Спецагент Эриксон — начальник офиса, в котором работает агент Страм. После того, как Страм попал в игру Пилы и проткнул себе горло ручкой, чтобы выжить, Эриксон временно отстранил его от дела и сам занялся расследованием. Мобильник Страмма был похищен Хоффманом из комнаты вещественных доказательств, с него был совершён звонок Страму, а сам телефон подброшен на место игры. Эриксон обнаружил на месте Брит и Маллика и сам телефон, а также свои фотографии как будущей жертвы. В «Пиле 6» Эриксон и Перес были убиты Хоффманом, однако, как оказалось, они знали о невиновности Страма и считали Хоффмана виновником, пытаясь его взять с поличным.

### Люба Гиббс
- Актриса: Миган Гуд (дублирует Рамиля Искандер)
- Появление: Пила V
- Статус: Мертва

Сотрудница городской администрации, которая в обмен на взятки выдавала разрешение на строительство. Причастна к истории о поджоге жилого дома. В составе «пятёрки смертников» дошла до четвёртого испытания. Брит убила её штырём в шею, когда Люба пыталась избавиться от Маллика.

### Маллик Скотт
- Актёр: Грег Брик (дублирует Алексей Елистратов)
- Появление: Пила V, Пила 3D
- Статус: Жив

Наркоман и сын богатого человека. Поджёг заброшенное здание и получил унцию героина от дилера (есть версия, что это был Хавьер Чавес из «Пилы 2»), однако во время пожара погибли 8 человек. Маллик, несмотря на освобождение от правосудия благодаря помощи отца, страдал от угрызений совести и вскоре попал в игру Пилы. В составе «пятёрки смертников» он дошёл до последнего испытания и выжил, после чего был госпитализирован в больницу. В Пила 3D присутствовал на собрании группы выживших жертв Пилы с Бобби Дагеном.

### Памела Дженкинс
- Актриса: Саманта Лемоул (дублирует Наталья Грачёва)
- Появление: Пила V, Пила VI, Saw: The Video Game
- Статус: Жива

Сестра Уильяма Истона, журналистка. Была испытана в «Пиле VI»: видела смерть Уильяма Истона.

### Сет Бакстер
- Актёр: Джорис Джарски (дублирует Александр Коврижных)
- Появление: Пила V, Пила 3D (флешбэк)
- Статус: Мёртв

Юрист, по совместительству — торговец наркотиками. Во время ссоры убил свою девушку Анджелину Экомб, которая была сестрой детективу Марку Хоффману, и получил всего пять лет тюрьмы вместо пожизненного, а после амнистии сбежал на свободу. Похищен Хоффманом: в своей игре был прикован к большому столу, над которым качался остро заточенный маятник. Кукла с экрана потребовала от Сета раздавить руки тисками, чтобы тот освободился, однако даже после этих действий маятник не остановился. Сет погиб, а вскоре Хоффмана разоблачил Пила, поскольку в ловушке у Сета не было шансов выжить.

### Чарльз Саум
- Актёр: Карло Рота[англ.] (дублирует Дмитрий Курта)
- Появление: Пила V
- Статус: Мёртв

Журналист, который писал статью о действиях Маллика. Член «пятёрки смертников», который, по мнению других четырёх человек, слишком много знал. Погиб во втором испытании, хотя пытался предупредить всех выживших о том, как им надо вести себя в дальнейшем.

### Эшли Казоун
- Актриса: Лаура Гордон
- Появление: Пила V
- Статус: Мертва

Пожарный инспектор, специалист по взрывчатке. Участница «пятёрки смертников», которую узнал Чарльз, после чего его обвинили в похищении. Погибла в первом испытании.

## Пила VI

### Гаррольд Эббот
- Актёр: Джордж Ньюберн
- Появление: Пила VI
- Статус: Мёртв

Гарольд был мужем Тары и отцом Брента, имел проблемы с сердечно-сосудистой системой. Его страховой полис был аннулирован Уильямом Истоном из-за расхождений, найденных в его заявлении, и позже Гарольд умирает. Тара и Брент попадают в игру, которая ставит жизнь Уильяма под угрозу. Разгневанный Брент всё же убивает Уильяма, активизируя ловушку, которая вводит плавиковую кислоту в его тело, и мстит за отца.

### Дебби МакКлоски
- Актриса: Кэролайн Кейв (дублирует Ольга Плетнёва)
- Появление: Пила VI
- Статус: Мертва

Дебби — юрист компании Уильяма Истона. В игре она должна была пройти лабиринт труб, из которых валит горячий пар. Сделав это, она узнаёт, что ключ от её ловушки находится в теле Истона. Дебби бросается на Уилла с пилой, но время, отведённое ей на испытание, кончается — устройство пробивает ей голову.

### «Ищейки»
- Актёры: Джеймс Гилберт (Аарон), Дариус Маккрэри[англ.] (Дэйв), Ларисса Гомес (Эмили), Мелани Скорфано (Джина), Шон Матисон (Джош), Карен Клиш (Шелби)
- Появление: Пила VI, Пила 3D (Эмили)
- Статус: Мертвы (Арон, Дэйв, Джина и Джош); Живы (Эмили и Шелби)

Аарон, Дэйв, Эмили, Джина, Джош и Шелби — «ищейки», шесть помощников Уильяма Истона, которые отслеживали мелкие неточности в страховых полисах, чтобы в медицинском страховании застрахованным было отказано. Их работа приводила к отказу двух третей заявок по страхованию. Их поместили в последнюю из четырёх игр Уильяма, приковав к карусели. В их сторону было направлено ружьё с механической лебёдкой. Поскольку как их работа привела к отказу 2/3 всех заявок по страхованию, аналогично из шести четверо (две трети) должны были гарантировано умереть. Уильям мог спасти только двух (одну треть) нажатием кнопки, которая протыкала бы его руку. Его бездействие могло привести к гибели всех.
Каждый спорил и клеветал друг на друга, чтобы получить спасение от Уильяма. Тот решил спасти Эмили, мать двоих детей (вторая сотрудница), и Шелби (пятая сотрудница), чьи родители были больны и нуждались в ней, чтобы она о них заботилась. Первым был убит Аарон, который твердил «Я тот, кто должен жить» в соответствии с политикой страховой компании. Второй (третья сотрудница) умерла Джина, которая лгала о своей беременности. Дэйв (четвёртый сотрудник) пытался подкупить Уильяма, но погиб. Последним был убит Джош, который якобы метил на место Уильяма (об этом проболталась Шелби), однако перед смертью он стал проклинать Истона, требуя от него смотреть в глаза.
В Пиле 3D Эмили присутствовала на собрании группы выживших жертв Пилы с Бобби Дагеном.

### Симона Сантенн
- Актриса: Танедра Ховард
- Появление: Пила VI, Пила 3D
- Статус: Жива

Симона — мошенница-банкир, которая вместе со своим коллегой Эдди выдавала людям кредиты на грабительских условиях. Пила поместил обоих в соседние клетки. На голову Симоны было надето устройство с винтами, упирающимися в виски, а также были нож и тесак для мяса под рукой. Весы были помещены между её клеткой и клеткой Эдди: только тот, кто отрежет больше своей плоти и положит её на весы за 60 секунд, останется в живых. Эдди, страдающий избыточным весом, вырезал несколько кусков из своего подкожного жира, но Симона отрубила себе левую руку и весы перевесили в её пользу: Эдди погиб от устройства.
Симона выжила, и её позже в больничной палате навестил преемник Пилы детектив Хоффман. Однако она грубо ответила Хоффману, когда он спросил её, какой опыт она извлекла из этой игры, указав на ампутированную руку. В Пиле 3D, Симона появляется уже с протезом руки на собрании группы выживших жертв Пилы с Бобби Дагеном. В отличие от выживших, она убеждена, что испытания ничему её не научили, и от её выживания только усиливается её горечь к жизни.

### Тара и Бренд Эббот

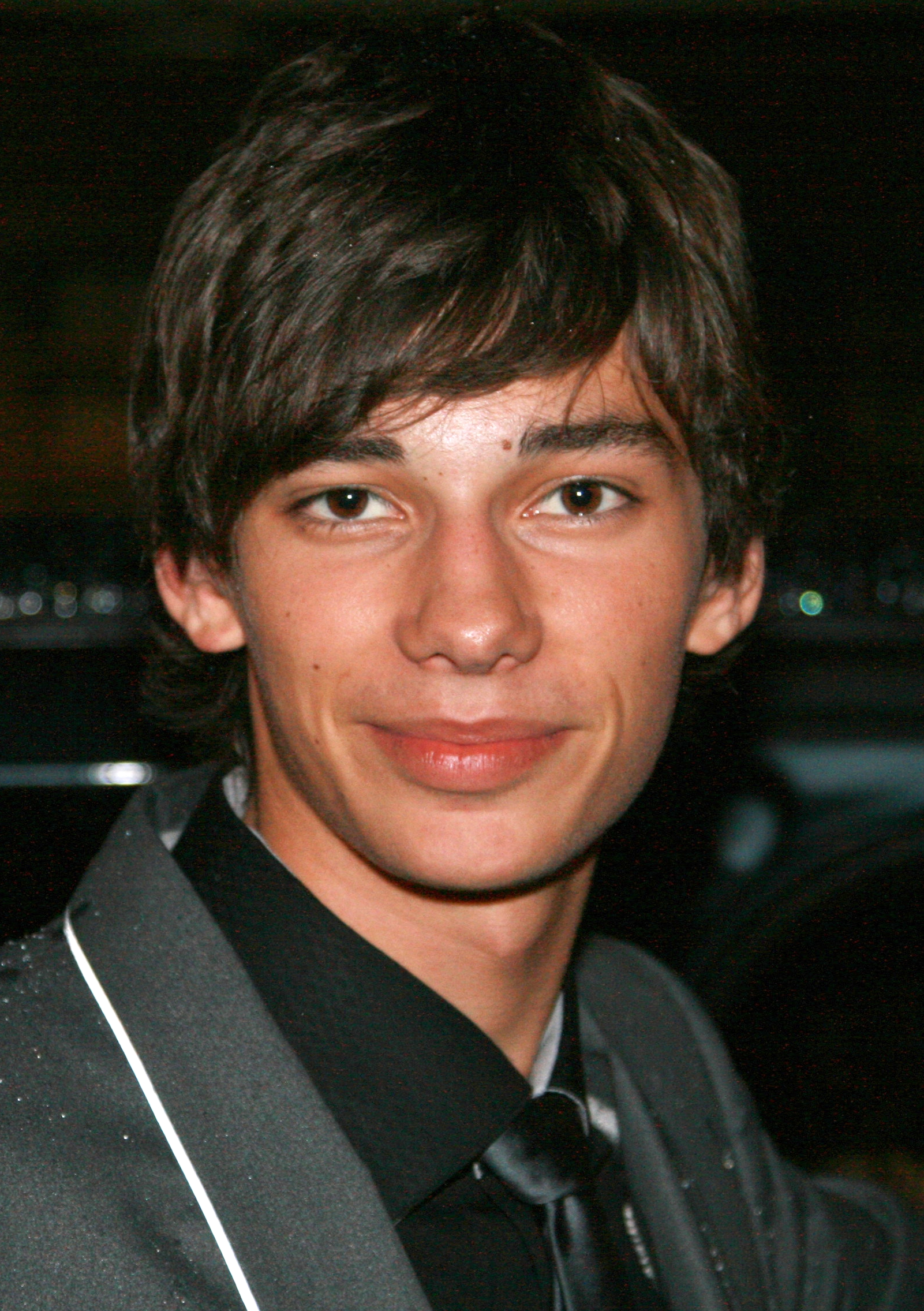
Девон Бостик, актёр исполнивший роль Бренда Эббота

- Актёры: Шона МакДональд и Девон Бостик
- Появление: Пила VI, Пила 3D (Тара)
- Статус: Живы

Вдова и сын Гарольда Эббота, жертвы формулы Уильяма Истона. Из-за этой формулы скончался Гарольд Эббот, отец семейства, и вдова с сыном возненавидели Истона всей душой. В игре им представился шанс убить Уилла, но Тара не смогла нажать на рычаг с кислотой. Вместо неё это сделал Бренд.
В «Пиле 3D», Тара присутствовала на собрании группы выживших жертв Пилы с Бобби Дагеном, Девон Бостик отказался от роли Бренда из-за несовместимости съёмочного графика.

### Уильям Истон
- Актёр: Питер Аутербридж (дублирует Василий Дахненко)
- Появление: Пила VI, Пила 3D (упоминание)
- Статус: Мёртв

Уильям Истон был вице-президентом крупной страховой компании Umbrella Health, который разработал специальную формулу по выплате страховки: она позволяла извлечь максимум прибыли и сэкономить на страховых выплатах клиентам. Согласно формуле, месячный взнос умножался на годы жизни, далее вычиталась вероятность болезней и в случае положительного итога сумма выделялась. Подопечные Истона — шестеро молодых усидчивых и скрупулёзных сотрудников — проверяли заявки на открытие страхового полиса и за малейшую ошибку лишали клиента страховых выплат, расторгая договор. Из-за этой формулы лишился медицинской помощи Гарольд Эббот, у которого были жена Тара и сын Брент. Гарольд хотел получить средства на коронарное шунтирование, но подопечные Истона отказали ему в этом из-за того, что он не упомянул операцию на десне в заявлении на открытие полиса. Истона переубедить не удалось, и Эббот вскоре скончался.
Истон познакомился с Джоном Крамером во время благотворительного банкета в наркологической клинике, организованного на сэкономленные на выплатах средства. Крамер посчитал формулу кощунственной, поскольку Истон не брал в расчёт желание пациента выжить, однако попытался получить страховой полис. Когда у Крамера обнаружили рак, он обратился к Истону из-за отклонения страховку и сообщил о враче, который отбирал кандидатов для генной терапии, которая давала надежду на исцеление от рака. Однако Истон заявил, что это невыгодно компании и что подобное лечение она не считает эффективным, поэтому страховые выплаты Джону не полагаются. Возмущённый решением Джон намекнул Истону, что тот ответит за отказ и нежелание помогать.
Вскоре Истон был похищен: во время своих испытаний он видел записи выступления Пилы, который читал инструкции и намекал Истону на то, что тому придётся испытать на своей шкуре все последствия его формулы. В результате чудовищных испытаний из компании Истона остались в живых всего несколько человек, а в самом конце Истон встретился с сестрой Памелой и семьёй Эбботов, которые обвиняли Уильяма в смерти Гарольда. Крамер предложил Таре сделать выбор: простить Уилльяма или казнить его. Тара колебалась, но более решительный и одержимый местью Брент отомстил за отца. Брент спустил рычаг, пригвоздив Истона к решётке шприцами и активировав баллоны с кислотой. Истон получил смертельную дозу кислоты, которая разъела его туловище и отделила ноги от торса.

### Хэнк Нис
- Актёр: Джерри Мендичино
- Появление: Пила VI
- Статус: Мёртв

Хэнк — уборщик Umbrella Health. Он был похищен и помещён в первую из четырёх ловушек Уильяма: вокруг него были тиски, которые сдавливали рёбра с каждым вздохом. В ловушке мог выжить или Хэнк, или Уильям. Пила сообщил им, что каждый вдох ужесточал давление на рёбра и что Хэнк был курильщиком, не ценящим свою жизнь и здоровье. Хотя Уильям призвал Хэнка задержать дыхание, он был не в состоянии делать это долго. После нескольких вдохов устройство раздавило его грудную клетку и освободило Уильяма.

### Эдди Йелоу
- Актёр: Марти Моро
- Появление: Пила VI
- Статус: Мёртв

Эдди — мошенник-банкир, коллега Симоны. За то, что он выдавал кредиты людям на грабительских условиях, он был отправлен в игру Пилы. На его голову было надето устройство с винтами, упирающимися в виски, под рукой были нож и тесак для мяса. Весы были помещены между его клеткой и клеткой Симоны, и тот, кто отрежет больше своей плоти и положит её на весы за 60 секунд, выживет. Проигравший будет обречён на смерть от винтов, вкрученных в череп. Эдди, страдающий избыточным весом, вырезал несколько кусков из своего подкожного жира, но Симона отрубила себе левую руку и спаслась, а Эдди погиб.

### Эдди и Аллен
- Актёры: Джанелл Хатчисон и Шон Ахмед
- Появление: Пила VI, Пила 3D (Эдди)
- Статус: Жива (Эдди); Мёртв (Аллен)

Эдди — секретарь Уильяма Истона — и Аллен — его делопроизводитель — участвовали во второй игре Уильяма. Они стояли на убирающихся выступах, у каждого на шее висела петля из колючей проволоки, а их руки были связаны так, что невозможно было бы освободиться. Руки Уильяма были связаны концах двух цепей с выступами. Для того, чтобы двигаться дальше, Уильям должен был отпустить одну из цепей и оставить жизнь только одному. Эдди была больна диабетом и слаба здоровьем, но у неё была семья, в то время как Аллен обладал хорошим здоровьем, но не имел близких. Цепи постепенно наматывались, и Уильяму становилось тяжелее держать их. В конце концов, Уильям сохранил жизнь Эдди, а Аллен был повешен.
В Пиле 3D Эдди присутствовала на собрании группы выживших жертв Пилы с Бобби Дагеном.

### Сати
- Актриса: Джинджер Буш
- Появление: Пила VI
- Статус: Мертва

Сати — сотрудник полицейской лаборатории. Она анализировала плёнку Сета Бакстера. Хоффман использовал её как живой щит, в результате чего Сати случайно была застрелена агентом Перес.

## Пила 3D

### Алекс Алеко
- Актёр: Ишен Моррис
- Появление: Пила 3D
- Статус: Мёртв

Алекс появляется в ловушке со своей подругой Сидни. Они оба вынуждены цепляться за две лестницы, чтобы не упасть на лезвия. Алекс пытается сбить Сидни с лестницы, но она ударяет его по лицу и Алекс падая на лезвия, погибает.

### Роберт «Бобби» Даген
- Актёр Шон Патрик Флэнери (дублирует Илья Бледный)
- Появление: Пила 3D
- Статус: Жив

Бобби Даген — успешный писатель, сделавший карьеру на рассказах о том, как он выжил в игре Пилы, воткнув себе в грудные мышцы крюки и забравшись вверх. Он сам придумал эту историю и лгал всем, включая его собственную жену Джойс. Правду знали лишь пресс-атташе и доктор Гордон. На презентацию книги об истории с Пилой к нему приходит Джон Крамер и предупреждает о будущем наказании за ложь.
Бобби должен сыграть в свою игру и спасти Джойс, добравшись до неё за 60 минут, по пути спасая людей среди которых его адвокат, бывшая пресс-атташе и лучший друг. Даген провалил все испытания. Заложники погибли. Последним испытанием стала придуманная им самим ловушка — воткнуть в грудные мышцы крюки, чтоб подняться наверх и соединить провода. Это могло спасти его жену от смерти, но он сорвался вниз — мышцы не выдержали веса (ему надо было подняться ещё два раза). Джойс сгорела в печи. Не помня себя, Бобби налетел на проволоку и получил удар током, но не умер. Дальнейшая судьба неизвестна.

### Брэд Даггер, Дина Инзне и Райан Сис
- Актёры: Себастьян Пигот, Энн ли Грин, Джон Кор
- Появление: Пила 3D
- Статус: Живы (Брэд и Райан); Мертва (Дина)

Брэд и Райан не могли поделить Дину, которая ими манипулировала. Пила поместил их в публичную ловушку за пуленепробиваемым стеклом: парни были прикованы к устройству, содержащему в себе 2 дисковых пилы по бокам и одну сверху. Девушка прикована к свисающей платформе прямо над третьей пилой. Чтобы спасти Дину, один из парней должен убить другого, сдвинув установку с пилами от себя. По ходу испытания Дина просила помочь то одного, то другого, однако Брэд и Райан осознают, что ей на них плевать, и решают избавиться от неё, распилив Дину заживо.
Согласно DVD-комментариям, это Брэд и Райан были теми, кто помогли доктору Гордону в финале схватить Хоффмана.

### Джойс Даген
- Актриса: Джина Холден
- Появление: Пила 3D
- Статус: Мертва

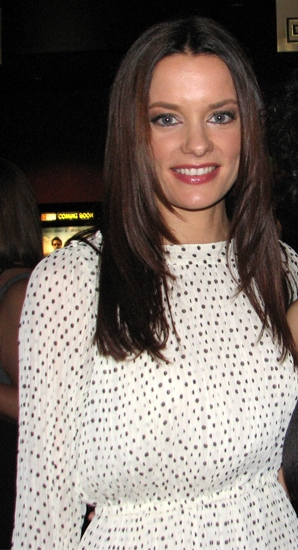
Джина Холден

Джойс — жена Бобби. Она верила в то, что Бобби действительно выжил в игре Пилы, хотя это была ложь. Именно её должен был спасти Бобби, чтобы выиграть свою игру, но не успел. В течение 60 минут её притягивало цепью, прицепленной к шее, к платформе, наконец по истечении времени она была помещена в печь и там сгорела заживо.

### Дэн, Эван, Джейк и Кара

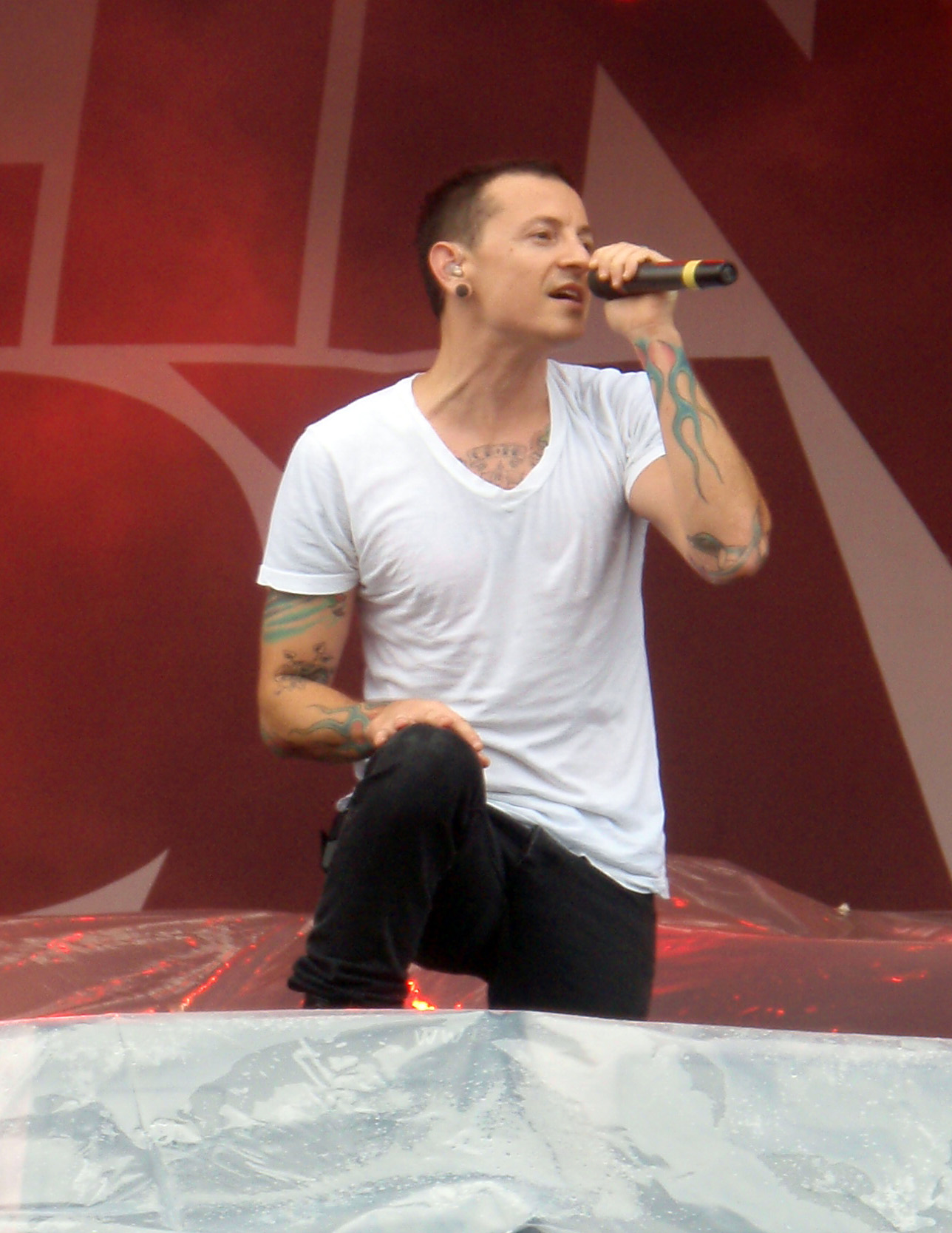
Честер Беннингтон, вокалист группы Linkin Park, исполнивший роль Эвана

- Актёры: Дрю Вайргевер (Дэн), Честер Беннингтон (Эван), Бенджамин Клост (Джейк), Габби Вест (Кара)
- Появление: Пила 3D
- Статус: Мертвы

Эван и его трое друзей — члены банды скинхедов. Они были похищены Марком Хоффманом и вывезены на свалку металлолома: обнажённого до пояса Эвана приклеили спиной к сиденью автомобиля на домкратах, Кару бросили под машину, Джейка приковали цепями перед машиной, а Дэна приковали цепью за руки и рот. Голос Пилы из магнитофона говорит ему, что Эван должен ответить за свои расистские предубеждения: чтобы спастись, ему надо оторваться от сиденья и потянуть красный рычаг в течение 30 секунд, иначе машина упадёт с домкрата и погибнут все.
Когда кончается аудиозапись, заводится двигатель машины, Эван пытается изо всех сил, но не успевает — машина падает, раздавливая Кару, едет по гаражу, вырывая челюсть и руки Дэна и сбивая Джейка, выезжает во двор, врезается, и Эван вылетает через разбитое лобовое стекло, умирая мгновенно. Позднее Хоффман использовал труп Дэна, чтобы отвлечь полицию и пробраться в участок.
По изначальному сценарию Эван должен был остаться в живых, а его увезла бы машина скорой помощи, однако из-за плотного графика Честера Беннингтона от этой идеи отказались и «убили» его героя.

### Кейл Малиновски
- Актёр: Дин Армстронг (дублирует Михаил Тихонов)
- Появление: Пила 3D
- Статус: Мёртв

Кейл — лучший друг Бобби Дагена и заговорщик в его лжи. За сокрытие лжи Пила помещает Кейла в ловушку: он с повязкой на глазах и петлёй на шее должен достичь конца комнаты, где вместо сгнившего пола лишь несколько досок. Бобби должен ему помочь достать ключ от цепей Кайла. Бобби достаёт ключ, но Кейл не ловит его и через несколько секунд гибнет от повешения, а его труп вскоре находит полиция.

### Мэтт Гибсон
- Актёр: Чэд Донелла (дублирует Василий Дахненко)
- Появление: Пила 3D
- Статус: Мёртв

Гибсон — полицейский, расследующий дело Пилы. Он узнал от Джилл Так, что Хоффман — преемник Пилы, который охотится за ней. Марк послал два видео Гибсону о том, что полицейский должен отдать маньяку Джилл, иначе многие погибнут, но Гибсон отказывается и помещает Джилл под защиту, а сам вместе с группой захвата направляется к месту нахождения Хоффмана (об его месте нахождения он узнал из видео). Группа захвата прибывает на место самой игры, а Гибсон — на место, где Марк снимал свои послания. На месте игры распространяется газ, и группа захвата гибнет, а Гибсон видит человека в плаще. Думая, что это Хоффман, он подходит к нему и срывает капюшон с его головы, но оказывается, что это труп одного из членов банды Эвана. До Гибсона доходит замысел Хоффмана — он отвлёк их взрывом на свалке, а сам обманом пробрался в мешке в морг полицейского участка. Гибсон звонит туда Палмер Кимберли и просит срочно позвать подкрепление, но уже слишком поздно — Хоффман убивает всех в участке, а Гибсона и его напарников расстреливает пулемётная турель, установленная Марком.

### Нина Сесил
- Актриса: Наоми Снекус
- Появление: Пила 3D
- Статус: Мертва

Нина — публицист Бобби Дагена, которая следует принципу «не говори зла» и является его представителем в СМИ, скрывая факт, что Бобби мошенник. В своей игре она была окружена четырьмя штырями, направленных в её шею. В горло Нины был вставлен рыболовный крючок с ключом на конце, который выпустит её. У Бобби было 60 секунд, чтобы вытащить ключ из её живота. В приложение к механизму был установлен децибелометр, который приближал штыри ближе к Нине, когда уровень звука в комнате поднимался выше уровня шёпота. Таймер неоднократно останавливается, так как Бобби успокаивал крики Нины, но он вытащил ключ слишком поздно, и ловушка проткнула Нине горло.

### Палмер Кимберли
- Актриса: Ким Шранер
- Появление: Пила 3D
- Статус: Мертва

Палмер была сотрудником внутренних дел, которая работала с Гибсоном. Она вычислила расположение Хоффмана с помощью сообщений Гибсона, но в момент последних сообщений от Гибсона на неё набросился Хоффман и свернул ей шею.

### Роджерс Лоуренс
- Актёр: Лоуренс Энтони
- Появление: Пила 3D
- Статус: Мёртв

Роджерс был офицером внутренних дел, который помогал Гибсону расследовать деяния Хоффмана. После того как Гибсон выяснил местонахождение Хоффмана, он ставит Роджерса отвечает за охрану Джилл Так, которая была заперта в камере в полицейском участке для её защиты. После того как Хоффман пробрался в участок, он убил всех полицейских, которые стояли между ним и Джилл, и Роджерс умирает последним.

### Сидни Олуней
- Актриса: Уэнди Олунике Эделийи
- Появление: Пила 3D
- Статус: Жива

Сидни появляется в ловушке со своим парнем Алексом. Они оба вынуждены цепляться за две лестницы, чтобы не упасть на лезвия. Алекс пытается сбить Сидни с лестницы, но она ударяет его по лицу и Алекс падая на лезвия, погибает.
Позже Сидни присутствовала на собрании группы выживших жертв Пилы с Бобби Дагеном, рассказала о том, что Алекс обижал её, и ловушка «освободила» её от него. Но Симона ругает Сидни, сказав, что она всего лишь должна столкнуть другого человека, чтобы пройти игру, в то время как ей пришлось отрубить собственную руку.

### Сюзанна Шрекус
- Актриса: Ребекка Маршалл
- Появление: Пила 3D
- Статус: Мертва

Сюзанна была адвокатом Бобби Дагена, которая «не видела зла», игнорируя свои обязанности в качестве адвоката, и молчала о мошенничестве Бобби. В своей ловушке она была расположена горизонтально внутри стального каркаса, который начинает поворачивать её к стойке, откуда на неё надвигаются три штыря, которые собираются проколоть ей глаза и рот. Чтобы спасти её, Бобби должен взять две ручки и держать их на высоте плеча хотя бы полминуты, чтобы остановить приближение шипов к Сюзанне. Однако, когда он это делает, два штыря прокалывают его бока. Бобби не выдерживает из-за боли за две секунды до конца испытания и отпускает ручки, а штыри прокалывают рот и глаза Сюзанны.

### Помощник «X»
Прямого появления помощника «X» не было на протяжении первых 6 частей, но он незримо присутствует во всех фильмах франшизы:
- Пила II — хромающий человек в капюшоне делает сложную хирургическую операцию Майклу Марксу, поместив ключ от «Маски Смерти» в его глазницу — ни Джон, ни Аманда, ни Хоффман не обладали такими медицинскими навыками.
- Пила III — ловушки «Классная Комната» и «Ангел» также требуют хирургической подготовки.
- Пила IV — Зажжённые свечи в заброшенной школе вокруг куклы Билли — Хоффман всё это время находился в «Гидеоне» и не мог этого сделать. И кроме того, зашить глаза и рот Арту и Тревору тоже требовало хирургической подготовки.
- Пила V — Хоффман не мог успеть похитить Питера Страмма и засунуть в «Куб». Также неизвестно, кто написал Хоффману записку: «Я знаю, кто ты».
- Пила VI — Джилл Так оставила в госпитале конверт с видеокассетой, возможно, это послание помощнику «X».

В седьмой части, наконец, выяснилось, что помощник «X» — доктор Лоуренс Гордон. Он также, как Аманда и Хоффман, был завербован Пилой, когда тот запротезировал его потерянную ногу. Все вышеперечисленные действия были совершены им, кроме того это он выставил кандидатуру Линн Денлон, чтобы она провела операцию, и это он оставил записку Хоффману «Я знаю, кто ты», и ему же предназначалась посылка от Джилл Так с видеокассетой, на которой Джон сообщает ему, что если с Джилл что-то случится, то он должен действовать в стиле Конструктора.

## Пила VIII

### Логан Нельсон
- Актёр: Мэтт Пассмор (дублирует Сергей Смирнов)
- Появление: Пила 8
- Статус: Жив

Логан Нельсон — медицинский эксперт городского департамента полиции. Во время войны в Ираке он служил в армии Соединённых Штатов в Фаллудже, но был взят в плен, допрошен и подвергнут пыткам. Этот опыт, вместе с травмой от убийства его жены Кристины, заставляет Хэллорана подозревать его как нового Конструктора. Когда он и его помощница Элеанор Бонневилль находят место новой игры, Хэллоран догоняет их; и Логан, и Хэллоран отрубаются, а по пробуждении находят на себе ошейники, которые разрежут им головы лазерами, если они не признаются в своих проступках. Логан якобы умирает, но затем встаёт живым и невредимым после признания Хэллорана.
Более десяти лет назад, работая в больнице, Логан случайно перепутал рентгеновские снимки Джона Крамера с рентгеновскими снимками другого пациента, что привело к слишком большой задержке в лечении рака Джона. Он был помещён в одну из игр Джона, в которой он был ранен дисковыми пилами. Однако Джон решил пощадить его, потому что он не хотел, чтобы тот умер из-за ошибки, которую он совершил ненамеренно. Логан стал одним из учеников Джона и устроил игру в сарае, используя людей, связанных с прошлым Хэллорана (в том числе убитую Кристину), чтобы подставить его в качестве нового Конструктора. Несмотря на просьбы Хэллорана, Логан активирует его воротник и лазеры разрезают его голову.

### Брэд Хэллоран
- Актёр: Каллум Кит Ренни (дублирует Валерий Сторожик)
- Появление: Пила 8
- Статус: Мёртв

Хэллоран — детектив по убийствам в городском департаменте полиции. Он берёт на себя ведущую роль в расследовании нескольких смертей, в которых у жертв были срезаны кусочки кожи в форме мозаики; все жертвы связаны в некотором роде с его прошлыми делами. Он начинает подозревать медицинского эксперта Логана Нельсона и его помощника Элеанор Бонневилль в причастности, вследствие чего идёт за ними на заброшенную свиноводческую ферму, где идёт новая игра. Во время драки с Логаном оба были вырублены и помещены в воротники с лазерными резцами, которые убьют их, если они не исповедуются в своих грехах. Заставив Логана идти первым, Хэллоран признаётся, что он брал взятки и подменял улики, выпуская на свободу преступников и сажая в тюрьму невиновных. После записи на плёнку этого признания и подмены улик, чтобы подставить Хэллорана как нового Конструктора, Логан активирует воротник, и лазеры разрезают голову Хэллорана на части, убивая его.

### Детектив Кит Хант
- Актёр: Кли Беннетт (дублирует Михаил Данилюк)
- Появление: Пила 8
- Статус: Жив

Кит Хант является напарником Хэллорана в отделе убийств, но был назначен туда из управления внутренних дел, чтобы следить за ним. Хант следует за Логаном и Элеонор в «студию» и тайно фотографирует реплики ловушек Пилы, которые она построила, давая Хэллорану основания подозревать Логан и/или Элеанор в том, что они и есть виновники новых игр. Хант арестовывает Логана по приказу Хэллорана, но освобождает его после нахождения улик (подменённых Логаном), которые подставляют Хэллорана как нового Конструктора.

### Райан
- Актёр: Пол Браунштейн (дублирует Пётр Иващенко), Райан Мэннинг (Райан в молодости)
- Появление: Пила 8
- Статус: Мёртв

Райан — одна из пяти жертв игры в сарае. Во время учёбы в средней школе, его пьяная выходка привела к автокатастрофе, в которой погибли трое его друзей; с тех пор он торговал наркотиками и обманывал людей из-за денег. Во время третьей игры он пытается покинуть сарай через дверь с надписью «Нет выхода», но наступает на фальшивый участок пола и попадает в капкан: его нога попала в острую проволоку, которая медленно закручивается, разрывая его плоть. Когда Анна и Митч оказываются в ловушке в зерновом бункере под потоком сыплющегося зерна и острых предметов, он должен потянуть рычаг, чтобы спасти их и освободить себя; это заставляет проволоку отрезать его ногу. Позже, в пятой игре, он и Анна прикованы к трубам на противоположных сторонах комнаты с дробовиком, заряженным одним патроном. Анна пытается застрелить Райана, но дробовик стреляет в обратную сторону и убивает её. Райан обнаруживает, что ключи, которые могли освободить их обоих, были внутри патрона, но выстрел уничтожил их и оставил его без возможности освободить себя.

### Анна
- Актриса: Лора Вандерворт (дублирует Ирина Киреева)
- Появление: Пила 8
- Статус: Мертва

Анна — одна из пяти жертв игр в сарае. Когда она и её муж жили по соседству с Джоном Крамером, она была сильно раздражена постоянным плачем своего ребёнка. Она задушила его и положила тело в кровать рядом с мужем, чтобы подставить его. Он сошёл с ума и был помещён в психиатрическую клинику, где позже покончил жизнь самоубийством. В третьей ловушке, она и Митч заперты в зерновом бункере, рискуя быть похороненными заживо или зарезанными зерном и острыми предметами, сыплющимися сверху. Они спасаются, когда Райан тянет рычаг, чтобы освободить их, ценой собственной ноги. Позже, в пятой игре, она и Райан прикованы к трубам на противоположных сторонах комнаты с дробовиком, заряженным одним патроном. Анна пытается застрелить Райана, но дробовик стреляет ей в лицо и убивает её.

### Карли
- Актриса: Бриттани Аллен
- Появление: Пила 8
- Статус: Мертва

Карли — одна из пяти жертв игр в амбаре. Она была воровкой. Украла сумку у женщины-астматика и сама того не подозревая, обрекла вторую на верную смерть, так как в сумке был аспиратор. В её кровь был введён яд, нужно было выбрать шприц с антидотом. Карли нашла нужный шприц с надписью 3.53 (столько денег было в украденном кошельке), но запаниковала, благодаря чему Райан случайно вколол ей все три шприца. Погибла из-за того, что кислота в одном из шприцев разъела её тело.

### Кристин Нельсон
- Актриса: Не имеется
- Появление: Пила 8
- Статус: Мертва

Кристин — жена Логана, погибшая от рук Эдгара Мансена. Лично в фильме не появляется, но неоднократно упоминается самим Логаном.

### Митч
- Актёр: Мандела Ван Пиблз
- Появление: Пила 8
- Статус: Мёртв

Митч — одна из пяти жертв игр в амбаре. Он продал племяннику Джона Крамера много лет назад мотоцикл с неисправными тормозами и не рассказал о неполадках. Племянник разбился в результате несчастного случая. Во время третьей игры он и Анна заперты в зерновом бункере и рискуют или быть похороненными заживо, или быть изрезанными острыми предметами. Райан спасает их, потянув за рычаг, который отрывает ему нижнюю ногу. Для четвёртой игры Митч подвешивается вверх ногами и медленно опускается к спиральному лезвию — вращающемуся двигателю того же мотоцикла. Для того, чтобы спасти себя, он должен дотянуться до центра лезвия и потянуть ручку тормоза двигателя. Анна кидает клин в механизм в течение нескольких секунд, но прежде чем Митч может дотянуться до тормоза, он снова начинает вращаться и режет Митча насмерть.

### Элеонор Бонневиль
- Актриса: Ханна Андерсон
- Появление: Пила 8
- Статус: Жива

Элеонор Бонневиль помогает Логану Нельсону в проведении вскрытий жертв преступлений для департамента полиции. Она имеет глубокое увлечение ловушками Пилы, граничащих с одержимостью, построив копии нескольких ловушек головоломки. Когда она показывает свою работу Логану, Кит Хант следует за ними и фотографирует, что приводит Халлорана к приказу об их аресте. На основе анализа следов на теле последней жертвы, она определяет местоположение новой игры, заброшенной свиноферме, и берёт Логана с собой.

### Малкольм Нил
- Появление: Пила 8
- Статус: Мёртв

Заядлый игрок, вследствие этого увлечения имел проблемы с законом, однако избегал наказания благодаря вмешательству своего покровителя — детектива Хэллорона. Был должен крупную сумму неизвестному, который впоследствии убил жену Малкольма на его глазах. Позже был похищен Логаном Нельсоном и введён в игру в амбаре вместе с двумя другими участниками, преступниками, которых также покрывал Хэллоран. Обезглавлен циркулярной пилой в первом испытании.

### Жертва II(Аналог Карли)
- Актриса: Лаура Битти
- Появление: Пила 8
- Статус: Мертва

Женщина, имевшая проблемы с законом, избежала наказания благодаря вмешательству своего покровителя — детектива Хэллорана. Позднее была похищена Логаном Нельсоном и введена в игру в амбаре с двумя другими участниками, Малкольмом Нилом и другим мужчиной, которые также имели связь с Хэллораном. Погибла во втором испытании, так же как и Карли в первой игре, однако, в отличие от Карли, ошиблась в выборе шприца самостоятельно.

### Жертва III(Аналог Митча)
- Актёр: Джеймс Гомез
- Появление: Пила 8
- Статус: Мёртв

Мужчина, имевший проблемы с законом, избежал наказания благодаря вмешательству своего покровителя — детектива Хэллорана. Позднее был похищен Логаном Нельсоном и введён в игру в амбаре вместе с двумя другими участниками, Малкольмом Нилом и другой женщиной, которые также были связаны с Хэллораном. Погиб в третьем испытании, так же как и Митч.

## Пила: Спираль

### Иезекииль Бэнкс
- Актёр: Крис Рок
- Появление: Пила: Спираль
- Статус: Жив

Полицейский детектив, отличающийся от большинства коллег честностью и неподкупностью, вследствие чего пользуется неуважением в коллективе. Сын бывшего шефа полиции Маркуса Бэнкса. В первые годы службы сдал своего напарника, продажного полицейского Питера Данливи, после того, как последний застрелил Чарли Эммерсона, гражданина, который стал свидетелем убийства невинного человека, совершённого полицейским. Становится объектом вдохновения подражателя серийного убийцы по прозвищу Пила, который начинает посылать ему сообщения, пытаясь переманить на свою сторону в борьбе с коррумпированными полицейскими. В качестве напарника ему назначается детектив-новичок Уильям Шенк, с которым он ведёт расследование до мнимой смерти последнего. По-началу, подозревает, что за преступлениями стоит его бывший напарник Питер Данливи, однако позднее попадает в ловушку вместе с последним. После гибели Данливи, встречается лицом к лицу с истинным убийцей — Уильямом Шенком, который на самом являлся сыном убитого Данливи Чарли Эммерсона. Шенк похищает Маркуса, утверждая, что за коррупцией в окружной полиции стоит именно он. Уильям даёт Зику выбор — спасти отца, выстрелив по мишени в виде спирали на устройстве для забора крови, к которому он прикован или убить Шенка, но тогда Маркус умрёт. Зик стреляет по спирали и спасает отца, а затем вступает в схватку с Шенком. В этот момент в здание проникает команда спецназа(заранее вызванная Шенком), и, вскрывая дверь, перепиливает прикованный к ней тросик, который снова активирует ловушку Маркуса, на которой выдвигается трубка, похожая на пистолет. После этого активируются прожектора, оттеняя Маркуса, и бойцы спецназа принимают Маркуса за вооружённого преступника и расстреливают его. Шенк сбегает, оставляя отчаявшегося Зика рядом с мёртвым отцом.

### Уильям Шенк(Эммерсон)
- Актёр: Макс Мингелла
- Появление: Пила: Спираль
- Статус: Жив

Сын Чарли Эммерсона, гражданина, убитого полицейским Питером Данливи, после того, как стал свидетелем гибели невинного человека от рук продажного полицейского. После смерти отца был подавлен. Был одержим серийным убийцем Джоном Крамером по прозвищу Пила. После окончания полицейской академии решил продолжить дело Крамера, однако в отличие от последнего, нацеливался преимущественно на коррумпированных полицейских. Вступил в союз с преступником Бенни Райтсом, который заманил Марва Бозвика, полицейского и первую жертву Уильяма в техническое помещение метрополитена через канализацию, где был похищен Уильямом и помещён в ловушку, в который должен был оторвать собственный язык за ложь в суде. После смерти Бозвика Уильям начинает посылать сообщения с отрезанными частями тел убитых полицейских, детективу Зику Бэнксу, честностью которого был также вдохновлён. Параллельно, в роли полицейского детектива, становится напарником Зика и ведёт дело о собственных преступлениях. Похищает отца Зика Маркуса, бывшего шефа полиции, который, по мнению Уильяма, несёт ответственность за коррупцию в окружном управлении полиции, заманивая его на заброшенную мыловарню от имени Зика. Затем обставляет собственную смерть, используя для этого освежованный труп своего сообщника Бенни Райтса, ранее скончавшегося от передозировки героином. После этого убивает капитана Энджи Гарзу, похищает Данвили и Зика. После смерти Питера раскрывается перед Бэнксом и предлагает ему союз в борьбе с коррупцией. Зик делает вид, что соглашается, и Уильям, чувствуя обман, в качестве гарантии, вызывает на мыловарню команду спецназа, выставив себя жертвой вооружённого преступника. Он демонстрирует Зику Маркуса, который прикован к устройству для забора крови. Уильям даёт Зику выбор — спасти отца, выстрелив по мишени в виде спирали на устройстве для забора крови, к которому он прикован или убить Шенка, но тогда Маркус умрёт. Зик стреляет по спирали и спасает отца, а затем вступает в схватку с Шенком. В этот момент в здание проникает команда спецназа, и, вскрывая дверь, перепиливает прикованный к ней тросик, который снова активирует ловушку Маркуса, на которой выдвигается трубка, похожая на пистолет. После этого активируются прожектора, оттеняя Маркуса, и бойцы спецназа принимают Маркуса за вооружённого преступника и расстреливают его. Шенк сбегает, оставляя отчаявшегося Зика рядом с мёртвым отцом.

### Маркус Бэнкс
- Актёр: Сэмюэль Л. Джексон
- Появление: Пила: Спираль
- Статус: Мёртв

Отец Зика Бэнкса, бывший шеф полиции, ходатайствовавший за принятие Статьи 8, предоставляющее полиции расширенные полномочия, таким образом покрывая коррупцию. Через несколько лет после ухода со службы помогает сыну в деле подражателя серийного убийцы по прозвищу Пила, однако в процессе расследования убийца, Уильям Шенк заманивает его в ловушку на старую мыловарню, где приковывает его к устройству для забора крови. Затем Уильям похищает Зика, и позднее даёт ему выбор — спасти отца, выстрелив по мишени в виде спирали на устройстве для забора крови, к которому он прикован или убить Шенка, но тогда Маркус умрёт. Зик стреляет по спирали и спасает отца, а затем вступает в схватку с Шенком. В этот момент в здание проникает команда спецназа, и, вскрывая дверь, перепиливает прикованный к ней тросик, который снова активирует ловушку Маркуса, на которой выдвигается трубка, похожая на пистолет. После этого активируются прожектора, оттеняя Маркуса, и бойцы спецназа принимают Маркуса за вооружённого преступника и расстреливают его. Шенк сбегает, оставляя отчаявшегося Зика рядом с мёртвым отцом.

### Джо Фитч
- Актёр: Ричард Зеппери
- Появление: Пила: Спираль
- Статус: Мёртв

Коррумпированный полицейский детктив, один из сторонников принятия Статьи 8. Убил гражданина по имени Джимми Линкольн, который отказался подчиняться его необоснованным приказам и оскорбил полицейского. Через несколько лет Фитч был похищен подражателем серийного убийцы по прозвищу Пила, который поместил Фитча в ловушку, представлявшую собой ванну, над которой расположены оголённые медные провода. Фитч должен был оторвать себе пальцы с помощью механического устройства с тросиками. Он потерял много времени, не решаясь активировать устройство, и был убит током, когда ванна наполнилась. Позднее его пальцы были найдены в коробке, оставленной убийцей на одном из мест преступлений.

## Saw: The Video Game

### Дженнингс Фостер
- Актёр: Трой Ланд
- Появляется в: Saw: The Video Game, Saw II: Flesh & Blood
- Статус: Жив

Человек, работавший с Тэппом в полиции. Причина, по которой он попал в ловушку — он когда-то обвинил рецидивиста в преступлении, которое совершил сам. Дэвид обнаружит его в ловушке-маятнике, который похож на маятник в «Пиле 5», но маятник в фильме резал жертву по горизонтали, а этот режет по вертикали. Если Тэпп не спасёт его, то маятник разрежет его пополам. После своего спасения он убегает, обвинив Тэппа во всех бедах. Также он появился в Saw II: Flesh & Blood, где он оказывал помощь в расследовании смерти Тэппа и фотографировании места происшествия в квартире Дэвида Тэппа. В одном из материалов дела, он оказался благодарен к Тэппу за спасение его жизни.

### Мелисса Синг
- Актриса: Кан Доан
- Появилась в: Saw: The Video Game
- Статус: жива (каноническая концовка)

Вдова Стивена Синга, помещённая в собственную ловушку. Причина, по которой она оказалась в ловушке — она обвинила Тэппа в смерти своего мужа и стала игнорировать своего ребёнка. Дэвид обнаружит его прикованной к платформе с устройством, напоминающим «Железную Деву», только с пилами внутри. Если Тэпп не спасёт её, то устройство захлопнется и разрежет её на кусочки. Тэпп спасает её, но она разделяется с ним. В одной из двух концовок игры раскрывается, что после своего спасения она была вновь похищена и подвергнута другому испытанию — она должна была ставить ловушки и следить за игрой Тэппа. Мелиссе пришлось согласиться на это, потому что Пила похитил её ребёнка.
Файл, записанный Тэппом в Saw II: Flesh & Blood, подтверждает, что Мелисса выжила после событий первой части игры.

### Освальд Макджилликатти
- Актёр: Дэвид Скалли
- Появился в: Saw: The Video Game
- Статус: Мёртв (Saw: The Video Game)

Журналист, который впервые назвал Джона Крамера «Конструктором-Пилой». Он помещён в ловушку за то, что распускал слухи, будто бы Тэпп и есть Пила. Дэвид обнаружит его прикованным к столу, который свернётся, сломав руки, ноги и спину Освальда, если Тэпп не поможет ему. После своего спасения Освальд попадает в другую ловушку, где и погибает — его раздавливают два больших куска металла.

### Свиная голова
- Актёр: Неизвестен
- Появился в: Saw: The Video Game
- Статус: Неизвестно (Saw: The Video Game)

В игре присутствует безымянный человек в маске свиньи и накидке Конструктора, являющийся помощником Пилы. Похищал людей. Являлся стражем психиатрической больницы. Позже в игре Тэппу придётся убить его, но личность этого человека не будет раскрыта. Из некоторых фильмов предполагается, что «Свиной головой» является Марк Хоффман.